# Alfredo Di Stéfano
Alfredo Stéfano Di Stéfano Laulhé (Buenos Aires, 4 juli 1926 – Madrid, 7 juli 2014) was een Argentijns profvoetballer en voetbaltrainer die in 1956 de Spaanse nationaliteit aannam. Hij droeg de bijnaam La Saeta Rubia (De Blonde Pijl) vanwege zijn snelheid en blonde haar, dat opviel in het voornamelijk donkerharige Argentinië.
Di Stéfano wordt wereldwijd erkend als een van de beste voetballers aller tijden en is opgenomen in diverse wereldelftallen van de 20e eeuw. Als centrumspits werd hij vooral geroemd vanwege zijn trefzekerheid, veelzijdigheid, autoriteit en vermogen om het gehele veldspel te dicteren. Di Stéfano leidde het dominante Real Madrid van de jaren 1950 naar de eindzege in de eerste vijf edities van de Europacup I en was in iedere finale trefzeker. Naast de vele prijzen met Real Madrid won hij ook diverse persoonlijke titels, waaronder vijfmaal de Trofeo Pichichi voor de topscorer van Spanje. De grootste waardering ontving Di Stéfano in 1957 en 1959 toen France Football hem tweemaal uitriep tot Europees voetballer van het jaar. In 2017 werd hij door de fans van Real Madrid verkozen tot de beste speler die ooit voor de club had gespeeld en versloeg daarmee Cristiano Ronaldo.
Di Stéfano vertegenwoordigde drie landen als international. Hij begon bij zijn geboorteland Argentinië waarmee hij in 1947 de Copa América won. Na zijn transfer naar Millonarios speelde hij vier interlands voor het Colombiaanse elftal, maar deze werden nooit officieel erkend door de FIFA. In 1956 wisselde Di Stéfano voor de laatste keer van voetbalnationaliteit en kwam hij alleen nog uit voor Spanje. Ondanks de vele nationale shirts die hij droeg en successen die hij had op clubniveau, schitterde Di Stéfano nooit op een WK voetbal.
Na een 22-jarige carrière als voetballer legde Di Stéfano zich vanaf 1967 toe op het trainerschap. De successen uit zijn dagen als speler wist hij daarbij niet te evenaren. Di Stéfano is wel de enige trainer die een Argentijnse titel won met zowel Boca Juniors als River Plate. Daarnaast bezorgde hij Valencia een Spaanse titel en de Europacup II. Als coach van Real Madrid won hij gedurende twee termijnen alleen de Spaanse Supercup. In 2000 werd Di Stéfano vanwege zijn verdiensten benoemd tot erevoorzitter van Real Madrid. Deze functie vervulde hij tot aan zijn overlijden in 2014.

## Privéleven

### Jeugd
Alfredo Di Stéfano werd op 4 juli 1926 geboren in de wijk Barracas van de Argentijnse hoofdstad Buenos Aires. Zijn vader Alfredo Di Stéfano senior was een nakomeling van Italiaanse immigranten afkomstig van het eiland Capri. Zijn moeder Eulalia Laulhé Gilmont was de dochter van Franse en Ierse immigranten. Naast Alfredo kregen zij nog twee kinderen: Tulio (1928) en Norma (1932). In tegenstelling tot de meeste andere voetballers van zijn generatie groeide Di Stéfano op in de hogere middenklasse. Zijn ouders brachten hun tijd door als herenboer. Di Stéfano senior wilde echter dat zijn zoon carrière zou maken in het voetbal. Bij de geboorte zou hij hebben gezegd: Deze Alfredo Esteban zal eens een van de grootste voetballers ter wereld worden. Al van jongs af aan nam Di Stéfano deel aan straattoernooien. In deze periode verwierf hij de bijnaam Minelitta, nadat enkele fabrieksarbeiders een gelijkenis zagen tussen de blonde pupil en José María Minella die speelde bij Gimnasia La Plata. De voetballer tegen wie Di Stéfano echter zijn hele leven op zou kijken was de Paraguayaanse spits Arsenio Erico die furore maakte bij Independiente.
Op 7-jarige leeftijd sloot Di Stéfano zich aan bij de lokale voetbalclub Unidos y Venceremos. Toen het gezin verhuisde naar de wijk Flores verwisselde de pupil van club en zette hij zijn opleiding voort bij Imán. In deze periode ging Di Stéfano naar dezelfde lagere school als Jorge Mario Bergoglio, de latere Paus Franciscus. In 1940 verhuisde het gezin opnieuw, ditmaal naar Los Cardales in het noordwesten van de provincie Buenos Aires. Hier startte zijn vader een agrarisch bedrijf gericht op aardappelteelt en honingproductie. Di Stéfano bleef ondertussen voetballen en sloot zich aan bij Unión Progresista, dat uitkwam in de regionale Liga Campanense de fútbol. Jaren later zei hij over zijn jeugd:

Het was een keiharde tijd, maar ik denk er met plezier aan terug. De wedstrijden die we speelden hadden veel weg van veldslagen. Vaak werd bewust de beste speler van de tegenpartij van het veld geschopt. Ik kreeg het dus zwaar te verduren. Bezaaid met bulten en blauwe plekken kwam ik dan thuis. Mijn generatie heeft geleerd wedstrijden te winnen met het zweet op het voorhoofd, met de tranen in de ogen en met het bloed op de schenen.

Op momenten dat Di Stéfano niet voetbalde, leerde zijn vader hem kennismaken met de zakelijke kant van het agrarische bestaan. Samen met zijn broer Tulio was Di Stéfano verantwoordelijk voor het beheer van meer dan honderd varkens. Telkens als een varken werd verkocht ontvingen zij een deel van de opbrengst. Op cultureel gebied nam hij de voorliefde voor tangodanser Carlos Gardel over van zijn vader. Belangrijke levenslessen haalde hij uit zijn favoriete boek Martín Fierro, een epos over de legendarische avonturen van een Argentijnse gaucho. Op 17-jarige leeftijd verliet Di Stéfano zijn ouderlijk huis om zich te gaan richten op een voetbalcarrière. Hij keerde terug naar Flores om zelfstandig in de woning van zijn ouders te gaan wonen, die ze na hun verhuizing naar Los Cardales hadden aangehouden.

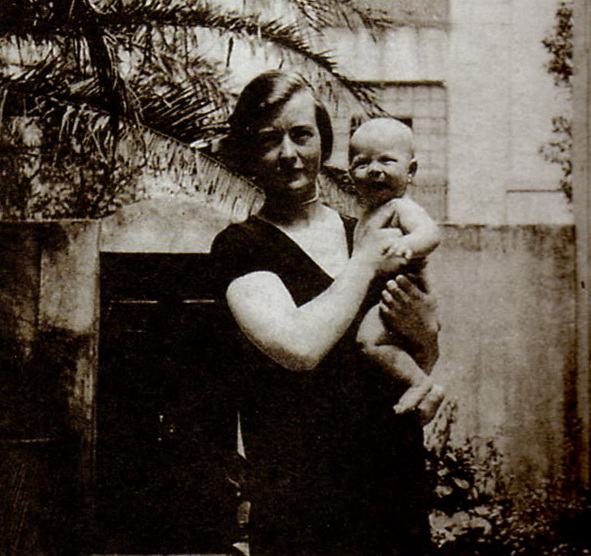
Di Stéfano in de armen van zijn moeder (1926)
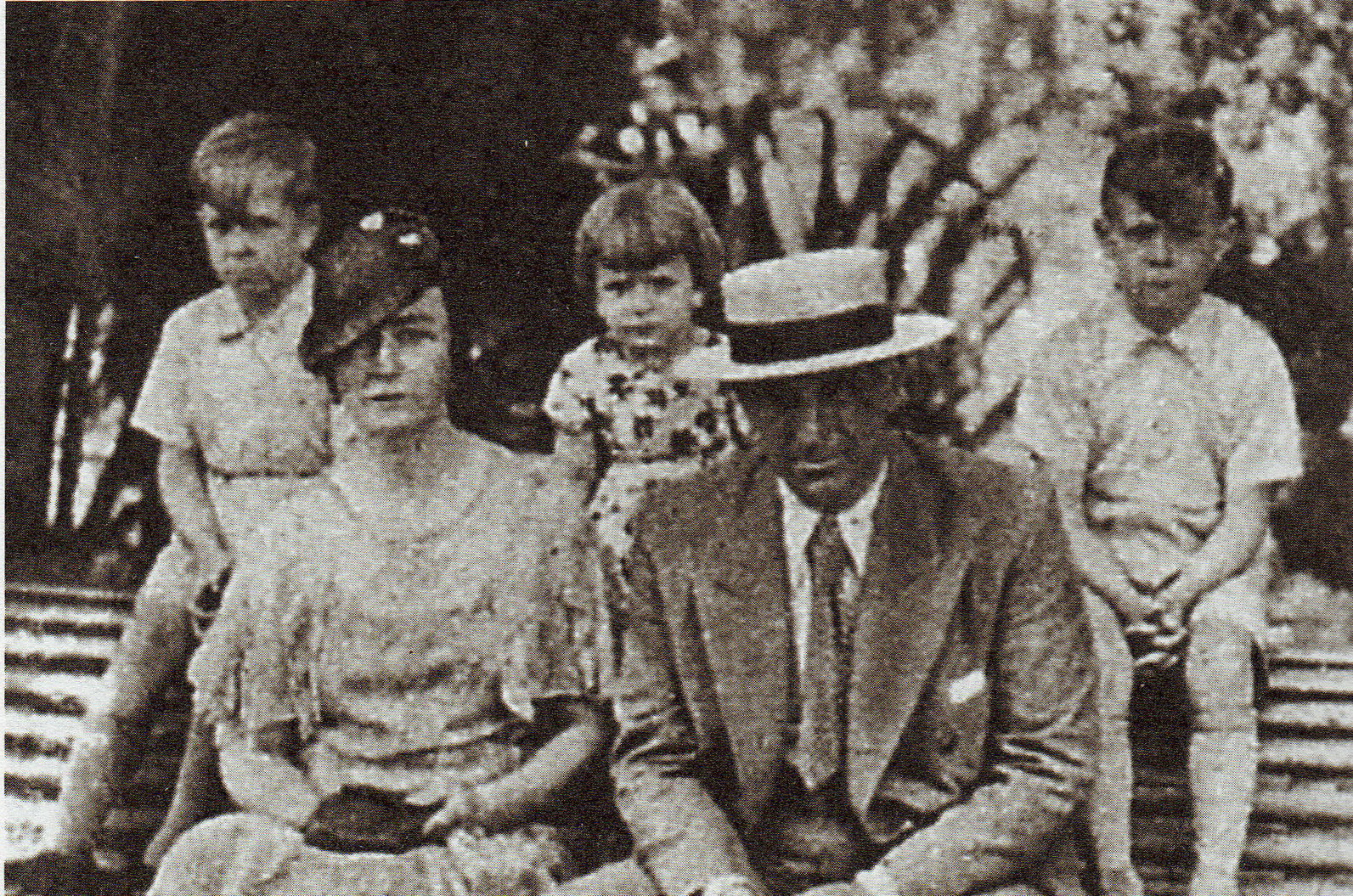
Di Stéfano (links) met zus Norma, broer Tulio, moeder Eulalia en vader Alfredo
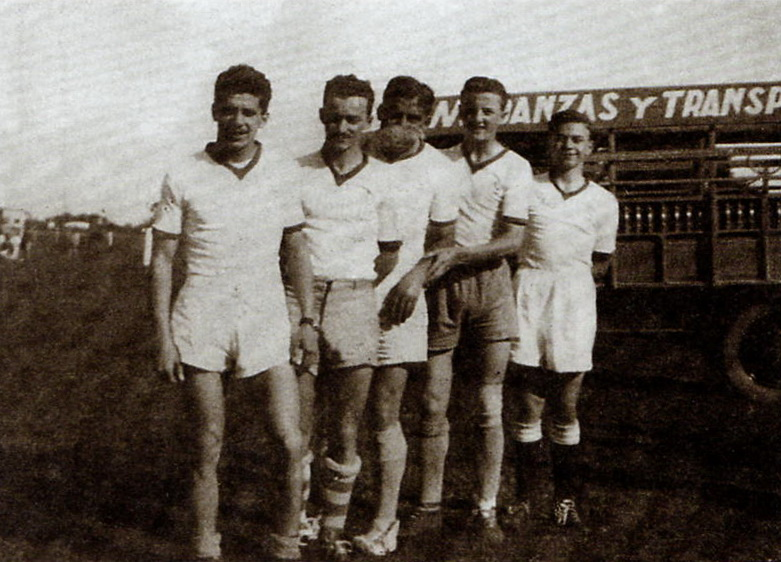
Di Stéfano (rechts) met enkele van zijn ploeggenoten van Unión Progresista
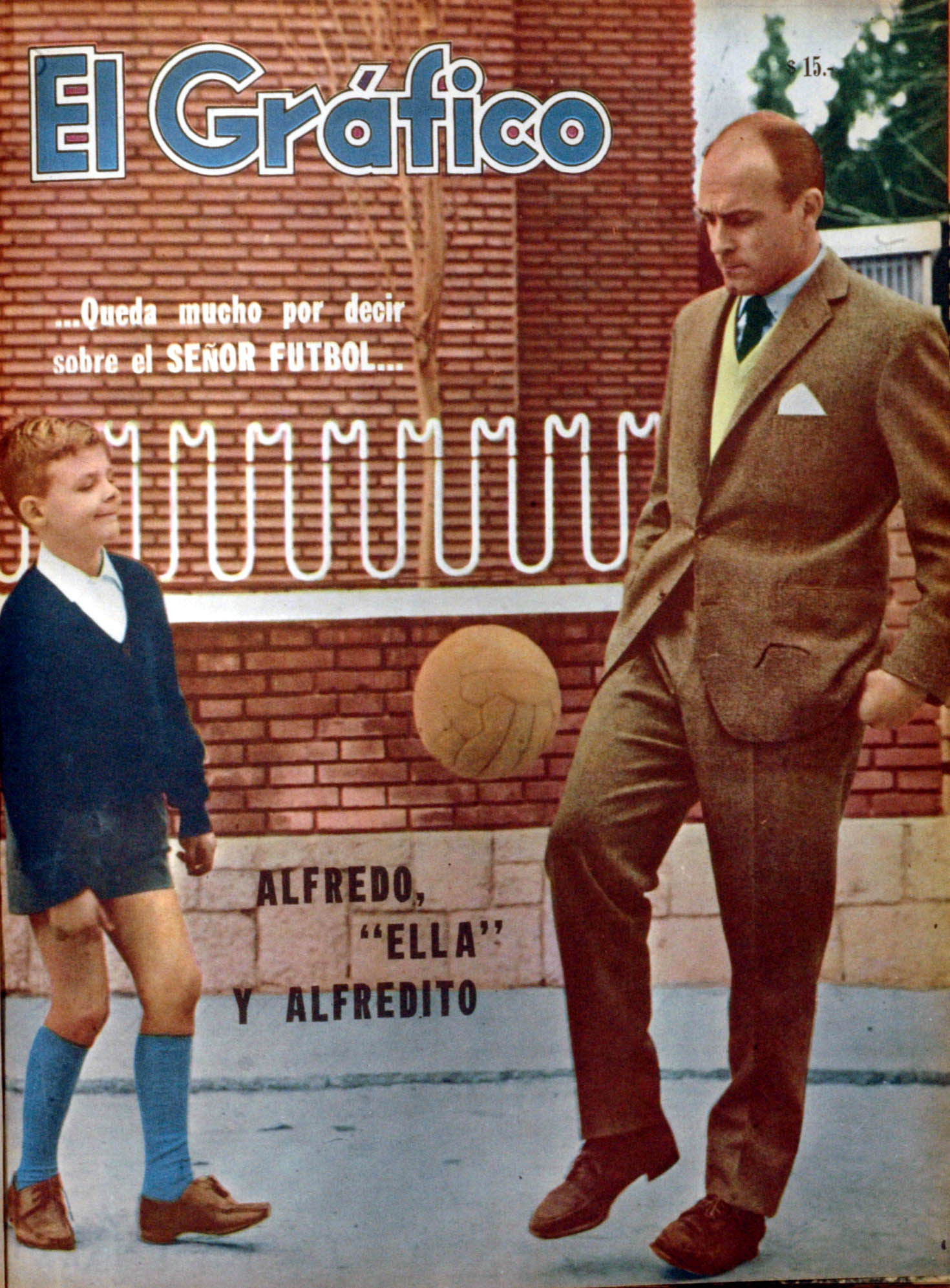
Di Stéfano met zijn zoon Alfredo (1963)

### Gezin
Di Stéfano trouwde op 5 januari 1950 met de vier jaar jongere Sara Freites Varela. Het paar had elkaar enkele jaren daarvoor leren kennen via gemeenschappelijke vrienden. Freites was opgegroeid in de wijk Boedo in Buenos Aires. Haar familie kwam oorspronkelijk uit het Spaanse Galicië. Samen kreeg het paar zes kinderen: Nanette (1951), Silvana (1952), Alfredo (1955), Elena (1958), Sofía (1969) en Ignacio (1971). Zijn peetzoon Quique Sánchez Flores omschreef Di Stéfano als een vader die het gezinsleven aan zijn vrouw overliet. Hij was niet overdreven hecht of beschermend tegenover zijn kinderen en gaf veelal de voorkeur aan zijn professionele werkzaamheden. Di Stéfano overleefde zowel zijn vrouw als een van zijn dochters. Freites overleed na een huwelijk van 55 jaar op 14 mei 2005 en dochter Nanette overleed in 2012 op 60-jarige leeftijd aan de gevolgen van kanker.
Op 5 mei 2013 kondigde de 86-jarige Di Stéfano aan te gaan hertrouwen met de vijftig jaar jongere Gina Gonzalez (36) uit Costa Rica. Het koppel had elkaar voor het eerst ontmoet in 2000 bij de voorbereiding van Di Stéfano's autobiografie. Omdat zij hun vader zowel mentaal als fysiek te zwak vonden om nogmaals te trouwen, ondernamen de vijf kinderen van Di Stéfano juridische stappen om het voorgenomen huwelijk te blokkeren. De Spaanse rechter kende het verzoek toe en plaatste Di Stéfano onder curatele. Na de ontstane mediahectiek keerde Gonzalez tijdelijk terug naar haar geboorteland Costa Rica. Bij haar terugkomst in Madrid, enkele maanden later, probeerde zij wederom in contact te komen met Di Stéfano, maar dit mislukte.

### Gezondheid en overlijden
Di Stéfano leed jarenlang aan suikerziekte. Ook had hij hartproblemen. Op kerstavond 2005 kreeg Di Stéfano een hartinfarct, waarna hij een viervoudige bypassoperatie onderging. Ook kreeg hij een pacemaker geïmplanteerd. In juli 2010 kampte Di Stéfano weer met hartklachten, maar mocht hij na enkele dagen het ziekenhuis verlaten.
Op 5 juli 2014, een dag na zijn 88e verjaardag, raakte Di Stéfano onwel in een Madrileens restaurant vlak bij het Estadio Santiago Bernabéu. Na een hartstilstand van 18 minuten werd hij in kritieke toestand overgebracht naar het Gregorio Marañón Hospital. Ondanks dat zijn gesteldheid iets leek te verbeteren, overleed hij op maandag 7 juli 2014.
Toevalligerwijs overleed Di Stéfano evenals Santiago Bernabéu – voormalig clubvoorzitter en mede-architect van Real Madrid – tijdens een WK voetbal in Zuid-Amerika. Di Stéfano stierf tijdens het WK voetbal in Brazilië (2014) en Bernabéu tijdens het mondiale eindtoernooi in Argentinië (1978). Ter gelegenheid van het overlijden van Di Stéfano werd voorafgaand aan de halve finale van het WK tussen Argentinië en het Nederlands elftal een moment van stilte in acht genomen. Daarnaast droegen de Argentijnse spelers tijdens de wedstrijd rouwbanden. River Plate en Millonarios speelden op 16 juli 2014 een vriendschappelijke wedstrijd tegen elkaar als eerbetoon aan hun voormalige sterspeler.
In september 2021 bood de familie van Di Stéfano bijna 800 persoonlijke items van hem aan op een veiling in Londen. De collectie omvatte medailles, trofeeën, voetbalshirts, schoenen en andere memorabilia. De totale waarde van de eigendommen werd geschat op meer dan een miljoen euro. De familie liet weten dat de tijd was aangebroken om de items met de rest van de wereld te delen.

## Betekenis en invloed
Verschillende internationale media omschreven Di Stéfano in hun necrologie als een voetballer die zijn tijd ver vooruit was. The Guardian stelde vast dat de Argentijn al totaalvoetbal speelde twee decennia voordat Ajax-coach Rinus Michels als algemeen erkend uitvinder van die speelwijze daarvoor de waardering ontving. World Soccer schreef: Geen enkele andere speler combineerde zo effectief zijn individuele expertise met een allesomvattend vermogen om een team te organiseren en leiden. Hij was de personificatie van het 'totaalvoetbal' nog voordat die term bestond. L'Équipe noemde Di Stéfano al tijdens zijn actieve carrière ‘L’Omnipresente’ (De Alomaanwezige). De Argentijn veroverde de bal in de verdediging, controleerde het spel op het middenveld en zorgde voor doelpunten in de punt van de aanval. Door constant in beweging te zijn baarde Di Stéfano opzien omdat tegenspelers in de orthodoxe WM-formatie doorgaans meer gebonden waren aan hun specifieke positie op het veld. Zijn oud-ploeggenoot en trainer Miguel Muñoz zei ooit: Met Di Stéfano in je elftal was het alsof je op iedere positie twee spelers had.
Di Stéfano werd niet alleen geroemd vanwege zijn fysieke kwaliteiten, maar ook vanwege zijn temperament, vastberadenheid en winnaarsmentaliteit. Tegen ploeggenoten die niet hun best deden kon hij verbaal tekeer gaan. Ondanks zijn autoriteit op het veld droeg Di Stéfano nooit de aanvoerdersband. Hij weigerde die rol omdat hij er niet van hield de pers te woord te staan. Zelfs bij bevriende journalisten stond Di Stéfano bekend als nors, gereserveerd en niet-communicatief. Hoewel de sterspeler zich bewust was van zijn eigen voetbalkwaliteiten kon hij zich ook ondergeschikt maken aan het teambelang. De Britse sportjournalist Brian Glanville omschreef hem daarom als een opmerkelijke mix van arrogantie en onbaatzuchtigheid. Ondanks dat Di Stéfano ook de reputatie had andere vedetten uit de weg te kunnen ruimen, zoals wereldkampioen Didi, stelde Glanville: zonder hem was het succes van Real Madrid ondenkbaar geweest. Het was een eenmansteam. Ook FourFourTwo concludeerde dat als er één iemand was die van Real Madrid de succesvolste club ter wereld had gemaakt, het Di Stéfano moest zijn geweest.
De BBC en World Soccer noemden Di Stéfano na zijn overlijden de meest invloedrijke speler uit de geschiedenis. Volgens de BBC bracht Di Stéfano als laatste telg van een gouden generatie Argentijnse spelers het Europese voetbal naar een niveau dat nog nooit was vertoond. Daarnaast beschouwden ze hem als de drijvende kracht achter het snelle succes van de in 1955 nieuw opgerichte Europacup I. Iedereen wilde zijn Real Madrid zien spelen. Ook het feit dat veel Zuid-Amerikaanse voetballers in de jaren 1950 naar Europa vertrokken, Leeds United met witte shirts speelt en er een club in de Verenigde Staten bestaat die Real Salt Lake heet, wordt door de BBC indirect toegeschreven aan Di Stéfano. De Britse sportjournalist Keir Radnedge schreef: Populair gezegd is geen enkele speler groter dan de club, maar Di Stéfano bij Real Madrid en Pelé bij Santos zijn de uitzonderingen die de regel bevestigen. In 2008 besloot de Spaanse sportkrant Marca zijn prijs voor de beste voetballer in de Spaanse competitie naar Di Stéfano te vernoemen.
In 2015 vroeg France Football aan Jacques Ferran naar zijn persoonlijke top-3 van spelers die tot dan toe de Ballon d'Or hadden gewonnen. Ferran had in 1956 als hoofdredacteur van France Football de eerste editie van de Ballon d'Or georganiseerd. De inmiddels 95-jarige Fransman koos voor Di Stéfano, Cruijff en Platini en niet voor Messi. Hij gebruikte als argument dat Di Stéfano belangrijker was voor Real Madrid dan Messi voor FC Barcelona. Ferran verklaarde dit doordat de tactiek van Real Madrid rondom Di Stéfano was afgestemd: Ik heb dat daarna nooit meer gezien, behalve bij Pelé en misschien voor een korte tijd bij Cruijff op zijn hoogtepunt.

## Spelerscarrière

### River Plate (1944–1945)
In maart 1944 kwam Di Stéfano in de jeugdopleiding van de Argentijnse topclub River Plate terecht. Op een dag kwam bij de familie Di Stéfano een elektricien langs. Deze Alejandro Luraschi had tot 1910 als doelman bij River Plate gespeeld en onderhield nog nauwe banden met de club. Di Stéfano's moeder vertelde dat haar zoon een passie had voor voetbal en dit leidde ertoe dat hij een proeftraining mocht afleggen bij Luraschi's voormalige club. Daarin overtuigde de pupil, waarna River Plate bij Di Stéfano senior aanklopte voor contractonderhandelingen. Die had van 1910 tot 1912 zelf in het eerste elftal van River Plate gespeeld en was daarnaast actief geweest als jeugdtrainer. Toen de Argentijnse voetbalbond hem echter beschuldigde van het betalen van wedstrijdpremies – hetgeen niet was toegestaan – moest hij vertrekken. Hoewel dit voorval de verstandhouding tussen Di Stéfano senior en River Plate ernstig had verslechterd, verzoende hij zich met de situatie zodat zijn zoon kon starten in de jeugdopleiding van een van de beste clubs ter wereld van dat moment. Jaren later herinnerde Di Stéfano's jeugdtrainer Carlos Peucelle hem nog goed: Ik had nog nooit een speler gezien met zulke fysieke kracht en discipline. Niemand ontwikkelde zich zo snel als hij. Di Stéfano was minder overtuigd van zichzelf: Ik had nooit verwacht de top te kunnen bereiken. In mijn omgeving waren veertig voetballers beter dan ik, maar sommigen studeerden, moesten werken of konden zich geen voetbalschoenen veroorloven. Veel van hen redden het uiteindelijk niet.
Op 7 augustus 1944 maakte Di Stéfano zijn officieuze debuut voor River Plate in een oefenwedstrijd tegen San Lorenzo. Een klein jaar later, op 15 juli 1945, volgde zijn officiële debuut in het eerste elftal. Als 19-jarige maakte hij tegen Huracán zijn opwachting als rechtsbuiten. Di Stéfano scoorde niet en liep een enkelblessure op. Vanwege de stevige concurrentie van spits Adolfo Pedernera kwam de debutant in zijn eerste jaar verder niet aan spelen toe. River Plate beschikte destijds over een van de beste voorhoedes uit de clubgeschiedenis met de bijnaam La Máquina (De Machine). Naast centrumspits Pedernera bestond de kern van La Máquina uit de aanvallers Juan Carlos Muñoz, José Manuel Moreno, Ángel Labruna en Félix Loustau. Met maar één gespeelde wedstrijd in 1945 had Di Stéfano nauwelijks een aandeel in de door River Plate behaalde landstitel. Door zijn geringe uitzicht op speeltijd drong zijn vader er op aan om Di Stéfano in 1946 een jaar lang te verhuren aan Huracán.

### Huracán (1946)
De tijdelijke overgang van Di Stéfano naar Huracán trok de aandacht van de Argentijnse media. De club had een optie tot koop bedongen om Di Stéfano definitief te kunnen overnemen voor 60.000 peso. De hoogste transfersom die tot dan toe voor een speler in Argentinië was betaald bedroeg 40.000 peso. In werkelijkheid bleek de koopoptie theoretisch van aard omdat Huracán haar vermogen aanwendde voor de bouw van een nieuw stadion. Ook had de club moeite met het uitbetalen van spelerssalarissen.
Aan de zijde van spits en Argentijns international Tucho Méndez scoorde Di Stéfano 10 doelpunten in 25 competitiewedstrijden. Zijn meest opvallende doelpunten waren een volley tegen de latere kampioen San Lorenzo, een goal uit een handsbal tegen Ferro Carril Oeste en de openingstreffer tegen River Plate, de club die hem verhuurde. Aan het einde van het seizoen keerde Di Stéfano terug naar River Plate omdat zijn belangrijkste concurrent Pedernera de club verliet voor het bescheiden Atlanta.

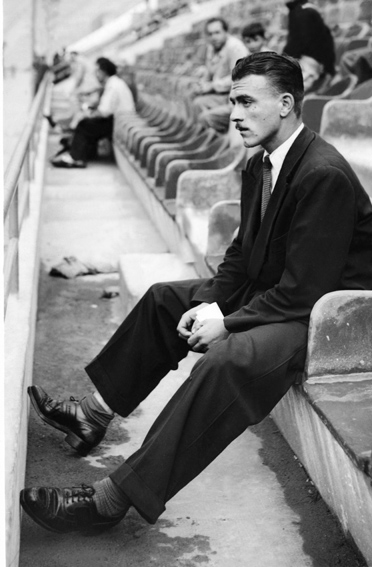
Di Stéfano op de tribune bij Huracán (1946)
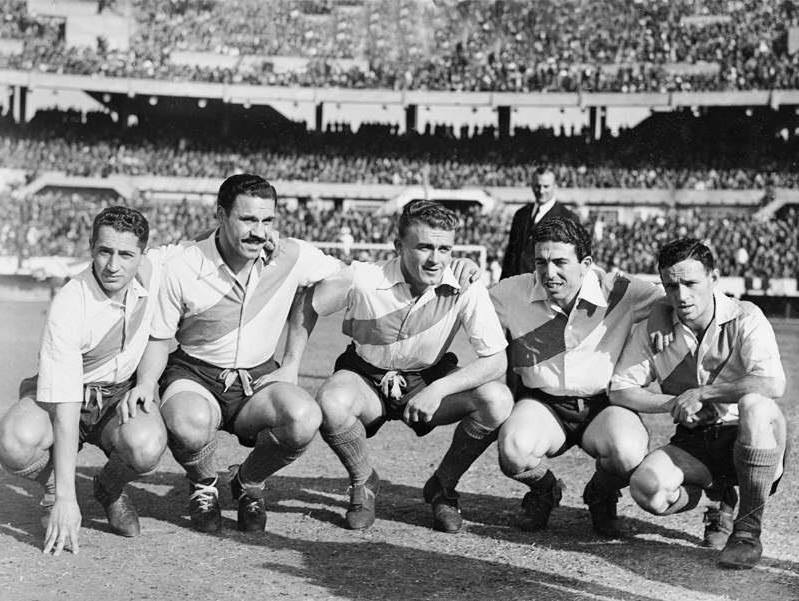
La Eléctrica met Reyes, Moreno, Di Stéfano, Labruna en Loustau (1947)
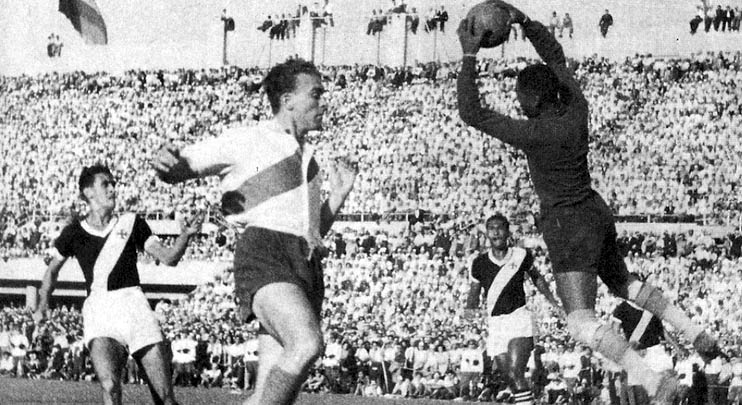
Keeper Barbosa grijpt de bal en wint met zijn club Vasco da Gama de Copa Sudamericana ten koste van Di Stéfano's River Plate (1948)
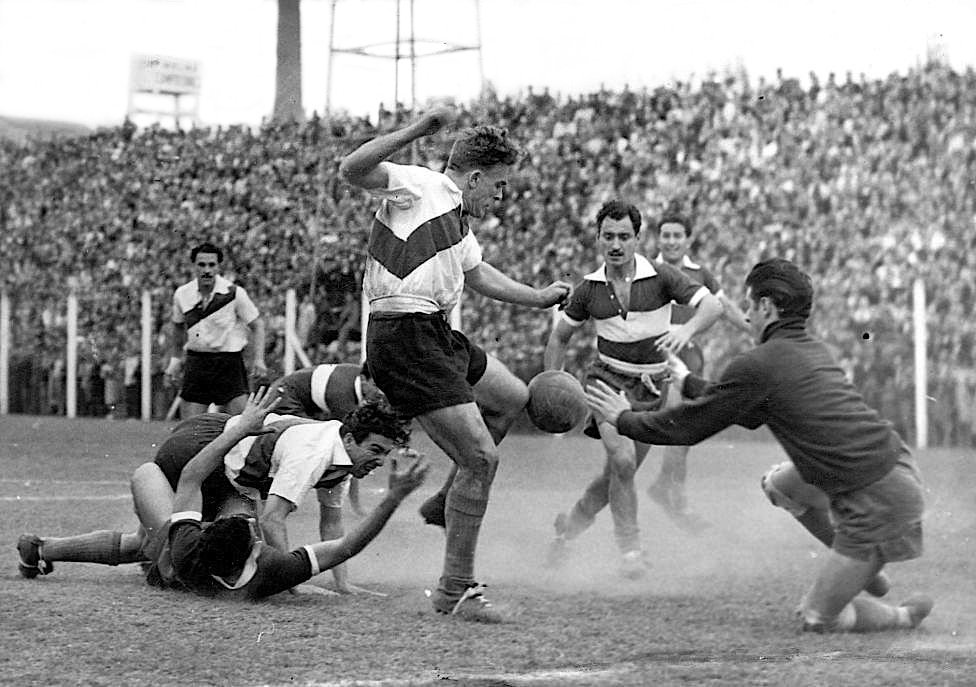
Di Stéfano in duel met keeper René Marcelino Manceda van Gimnasia La Plata (1948)

### River Plate (1947–1949)

#### De doorbraak vanLa Saeta Rubia
Na zijn terugkeer bij River Plate werd Di Stéfano de centrumspits in een voorhoede die de bijnaam La Eléctrica kreeg. Naast Di Stéfano bestond deze aanvalslinie uit Moreno, Labruna, Loustau en Reyes. Het seizoen 1947 betekende Di Stefano's definitieve doorbraak. Hij hielp River Plate met 27 treffers op weg naar het landskampioenschap en kroonde zich met dit aantal doelpunten tot topscorer van Argentinië. Bij River Plate was het spel van Di Stéfano vooral gebaseerd op snelheid. In combinatie met zijn blonde haar – een opvallende verschijning tussen de donkerharige Argentijnen – leverde hem dit de bijnaam La Saeta Rubia (De Blonde Pijl) op. Het eerste gebruik van zijn bijnaam wordt toegeschreven aan El Gráfico-journalist Roberto Neuberger.
De terugkeer van Di Stéfano bij River Plate stond niet alleen maar in het teken van sportief succes. In 1948 kwam de 22-jarige spits in conflict met de clubleiding over zijn arbeidsvoorwaarden. Daarin stond hij niet alleen. Na de verkiezing van generaal Perón als president van Argentinië kregen vakbonden meer rechten om werknemers te beschermen. Sommige voetbalclubs die salarissen niet op tijd uitbetaalden, maakten misbruik van hun positie door spelerregistraties vast te houden. Op die manier konden spelers niet van club wisselen. De Argentijnse spelersvakbond kwam in opstand tegen dit feodale systeem en eiste hervormingen. Di Stéfano zette zijn club onder druk door niet af te reizen naar Chili voor een vriendschappelijk toernooi totdat hij een verbeterd contract zou krijgen. Hij bleef aanvankelijk thuis, maar merkte dat de impasse plots werd doorbroken toen zijn ploeg zonder hem verloor van de Uruguayaanse kampioen Peñarol. Er werden prompt een aantal zaken onder tafel geregeld en Di Stéfano stapte alsnog in het vliegtuig richting Chili. Door de buitenlandse oefenwedstrijden die River Plate speelde, kwam Di Stéfano erachter dat hij aan vliegangst leed. Nu was dit in Argentinië geen uitzonderlijk fenomeen omdat vliegen in de jaren 1930 en 1940 de nodige gevaren met zich meebracht. Ook het voetbal bleef niet gespaard.
De strijd die de Argentijnse spelersvakbond voerde, leidde tot een bescheiden resultaat. Op bevel van de rechter moesten voetbalclubs uiterlijk in oktober 1948 de achterstallige salarissen aan spelers hebben uitbetaald. Toen bleek dat niet iedere clubleiding hieraan wilde voldoen, braken er spelersstakingen uit. Geërgerde clubs wisselden daarop hun profspelers in voor amateurs. Di Stéfano koos de kant van de stakende spelers en kon vanwege de comfortabele positie waarin zijn familie verkeerde enkele maanden zonder salaris. River Plate won zonder haar profspelers geen enkele van de zes resterende wedstrijden en eindigde als tweede achter kampioen Independiente. Di Stéfano werd met 13 doelpunten in 24 duels clubtopscorer.

#### Mogelijke transfer naar Italië
De Argentijnse pers reageerde vijandelijk op de werkweigering van voetballers. Spelers moesten daarom rekening houden met hun wijze van actievoeren. Om hun publieke imago te verbeteren stelden sommigen zich beschikbaar voor vriendschappelijke duels waarvan de opbrengst naar een goed doel ging. River Plate ging in op de uitnodiging van AC Torino om deel te nemen aan een benefietwedstrijd voor de nabestaanden van de slachtoffers van de Superga-vliegramp. Bij de ramp in 1949 kwam bijna de gehele selectie om het leven van de club die in de jaren ervoor was uitgegroeid tot de beste van Europa. Di Stéfano imponeerde op Italiaanse bodem en na afloop maakte AC Torino zijn interesse in hem kenbaar. Di Stéfano wilde echter bij River Plate blijven, ondanks de moeizame gesprekken over het openbreken van zijn contract. Pas nadat de eerste speelrondes van het nieuwe seizoen zonder hem gespeeld waren, ondertekende hij kort voor de deadline van 5 mei 1949 alsnog een verbeterd contract.
Hoewel River Plate intussen verder onderhandelde met AC Torino liet Di Stéfano zijn toewijding zien aan de club. In de derby tegen Boca Juniors raakte River-doelman Carrizo bewusteloos na een botsing met een tegenstander. Omdat er geen invallers beschikbaar meer waren, moest een veldspeler zijn plek tussen de palen tijdelijk overnemen. Di Stéfano wierp zich op als vrijwilliger en verdedigde acht minuten lang de 1-0 voorsprong van River. Toch kwam er een week later, midden in het seizoen, een einde aan Di Stéfano's verblijf bij River Plate. Na aanhoudende geruchten over een mogelijk vertrek naar Colombia zag het Argentijnse publiek de speler liever vertrekken. Ook de slechte verstandhouding met de clubleiding leidde mede tot zijn afscheid. Di Stéfano wilde echter niet dat River Plate iets aan hem zou verdienen bij een eventuele transfer naar Italië. Hij koos daarom voor een lucratief avontuur bij het Colombiaanse Millonarios, dat uitkwam in een nieuw opgerichte piratencompetitie. De laatste wedstrijd die Di Stéfano voor River Plate speelde was op 7 augustus 1949 tegen San Lorenzo.

### Millonarios (1949–1953)

#### De opkomst vanEl Dorado
De keuze van Di Stéfano om naar Colombia te verhuizen had voornamelijk financiële redenen. In navolging van Argentinië, Brazilië en Uruguay besloot ook Colombia eind jaren 1940 een professionele voetbalcompetitie op te zetten. De daarvoor nieuw opgerichte voetbalbond Dimayor kwam echter in conflict met de al bestaande voetbalbond Adefútbol, die het amateurvoetbal organiseerde. Adefútbol zag de afsplitsing van een tiental voetbalclubs naar een profcompetitie niet zitten. Uiteindelijk moest de FIFA tussenbeide komen om het conflict te beslechten. De wereldvoetbalorganisatie besloot de nieuw opgerichte bond en haar profcompetitie niet te erkennen. Hoewel dit het einde leek te betekenen voor een competitie die nog niet eens was gestart, bleek het tegendeel waar. Dimayor-voorzitter Humberto Fernandez besloot het voorgenomen plan door te zetten, ondanks de uitsluiting van de FIFA. Dit bleek een meesterzet omdat de nieuwe competitie niet gebonden was aan FIFA-reglementen. Clubs hoefden daarom geen transfersommen te betalen om lopende contracten van spelers af te kopen. In plaats daarvan konden zij hun financiële middelen aanwenden voor tekenbonussen en hogere spelerssalarissen. Vanwege de toevallige samenloop met de Argentijnse spelersstakingen werd Colombia voor menig topspeler een aantrekkelijk toevluchtsoord. Het markeerde het begin van een tijdperk (1949-1954) waarin de Colombiaanse competitie de bijnaam El Dorado (Goudland) verwierf.
Millonarios maakte als eerste gebruik van de maas in de wet die de FIFA had gecreëerd. De club contracteerde Adolfo Pedernera van Huracán, wiens carrière in het ongewisse was geraakt. Behalve vanwege zijn voetbalkwaliteiten werd hij ook aangetrokken om ontevreden Argentijnse spelers over te halen voor Colombia te kiezen. Het lukte Pedernera om Di Stéfano en zijn ploeggenoot Néstor Rossi te overtuigen ook bij Millonarios te tekenen. Met zijn drieën zouden ze het hart van de nieuwe ploeg gaan vormen. Bovendien ging Di Stéfano bij zijn nieuwe werkgever in een jaar evenveel verdienen als in tien jaar bij River Plate. Onder de vleugels van Pedernera – die vanaf 1951 aan de slag ging als speler-coach – kwam Di Stéfano als voetballer pas echt tot wasdom. Bij Millonarios leerde hij van Pedernera om op iedere positie in het veld te spelen en ontwikkelde hij zich tot een veelzijdige voetballer. Di Stéfano noemde Pedernera daarom ook wel maestro de los maestros.
Millonarios speelde attractief voetbal en verwierf daarmee de bijnaam El Ballet Azul (het Blauwe Ballet). Ondanks de politieke spanningen in Colombia, die zouden ontaarden in een burgeroorlog met meer dan een kwart miljoen doden tot gevolg, bezorgde Millonarios de bevolking troost in moeilijke tijden. Daarbij bleek Di Stéfano de smaakmaker. Met 267 doelpunten in 294 duels hielp hij Millonarios op weg naar onder meer drie landstitels (1949, 1951 en 1952) in vier jaar tijd. Dankzij zijn doelpunten kroonde hij zich in 1951 en 1952 tot Colombiaans topscorer. Ondanks de dubieuze opzet van de Colombiaanse voetbalcompetitie behoorde Millonarios destijds tot een van de beste clubs ter wereld. We waren erin geslaagd een team te bouwen dat zo sterk en homogeen was, dat het moeilijk was om een gelijke te vinden, aldus Di Stéfano. De met geld doordrenkte competitie vormde echter een doorn in het oog van zowel de FIFA als de CONMEBOL, de voetbalbond van Zuid-Amerika. Tegelijkertijd wilden veel Argentijnse clubs hun vertrokken spelers weer terug. Het ongenoegen bereikte een hoogtepunt toen Colombiaanse clubs weigerden om nog langer hun spelers af te staan voor internationale FIFA-wedstrijden. Er moest daarom een oplossing komen.

#### HetPacto de Lima

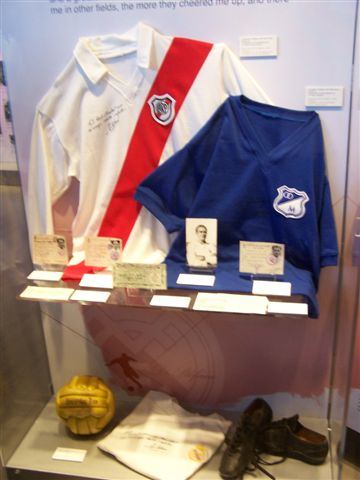
De tricots van Di Stéfano bij River Plate en Millonarios in het Real Madrid-museum

Na lange onderhandelingen bereikten de Dimayor, FIFA en CONMEBOL in 1951 een akkoord. In het zogeheten Pacto de Lima (Verdrag van Lima) besloten partijen dat de spelers uit het El Dorado-tijdperk uiterlijk in 1954 zouden terugkeren naar hun oorspronkelijke club. Di Stéfano's rechten zouden tot 15 oktober 1954 bij Millonarios blijven, daarna zouden ze terug overgaan naar River Plate.
Als onderdeel van het Pacto de Lima mocht de Colombiaanse competitie zich aansluiten bij de FIFA en kregen de clubs toestemming om internationale wedstrijden te spelen. Hierdoor kreeg Millonarios in 1952 de kans om een lucratief wereldtournee te organiseren. De Colombiaanse club speelde vriendschappelijke wedstrijden in Uruguay, Peru, Argentinië, Bolivia en sloot haar trip in maart 1952 af in Spanje. De Zuid-Amerikanen wonnen hun wedstrijden in Valencia en Sevilla, maar trokken de meeste aandacht in Madrid. Real Madrid had Millonarios en het Zweedse IFK Norrköping uitgenodigd om deel te nemen aan een vriendschappelijk toernooi ter ere van het 50-jarige bestaan van de club. Di Stéfano maakte op het toernooi indruk door eenmaal het net te vinden tegen de Zweden (2-1 winst) en tweemaal te scoren tegen de Madrilenen (4-2 winst). Niet alleen Real-voorzitter Santiago Bernabéu raakte gecharmeerd van de Argentijnse ster, maar ook Josep Samitier, de technisch directeur van FC Barcelona, die tijdens de wedstrijden in het publiek zat. Diezelfde zomer zouden Real Madrid en Millonarios nog vier keer tegen elkaar spelen in Bogota en in Caracas.
In 1953 leek de 27-jarige Di Stéfano abrupt zijn voetbalcarrière te beëindigen, nadat hij besloot niet meer terug te keren naar Millonarios van een vakantie in Buenos Aires. Di Stéfano had samen met zijn vader een boerderij gekocht in Argentinië waar hij meer tijd met zijn familie wilde gaan doorbrengen. De spits zag vanwege zijn vliegangst steeds meer op tegen de vluchten die hij voor Millonarios moest maken om overal ter wereld vriendschappelijke oefenwedstrijden te spelen. Achteraf bleek de WK-finale voor clubs op 18 februari 1953 tegen Rapid Wien de laatste officiële wedstrijd van Di Stéfano in Colombiaanse dienst. Onder aanmoediging van zijn vader besloot Di Stéfano echter van gedachten te veranderen en toch door te gaan met voetballen. De inspanningen die zowel Real Madrid als FC Barcelona vervolgens maandenlang leverden om Di Stéfano te kunnen contracteren, leidden tot een van de meest controversiële transfers uit de voetbalgeschiedenis. De BBC schreef:

Het verhaal van Di Stefano's transfer naar Los Blancos is een fascinerend en complex web van beweringen, ontkenningen, tegenbeweringen en complottheorieën waarbij vier clubs uit drie landen zijn betrokken. Er zijn beschuldigingen van verraad, een mysterieus verscheurd contract en – mogelijk – de persoonlijke tussenkomst van een dictator.

#### Controversiële transfer naar Spanje
Real Madrid en FC Barcelona wilden Di Stéfano beide inlijven, maar de Catalanen leken aanvankelijk de meeste kans te maken op zijn handtekening. Zij namen het initiatief en benaderden Di Stéfano rechtstreeks. De Argentijn gaf bijna meteen zijn persoonlijke akkoord. FC Barcelona bereikte vervolgens ook overeenstemming met River Plate over een transfersom van $ 87.000. De Argentijn vertrok daarop naar Catalonië, hoewel FC Barcelona nog geen overeenstemming had bereikt met Millonarios. De Colombiaanse club bezat nog de rechten van Di Stéfano tot 15 oktober 1954 en River Plate pas over de periode daarna. Millonarios vroeg aanvankelijk $ 40.000 voor haar sterspeler en een aanvullend bedrag van $ 4.000 voor een nog openstaande schuld van Di Stéfano aan de club. FC Barcelona weigerde dit en bood slechts $ 10.000. Na dagen van onderhandelen kwamen de partijen niet dichter bij elkaar en dreigde FC Barcelona te wachten tot 1954. In dat jaar zouden de rechten van Di Stéfano immers automatisch teruggaan van Millonarios naar River Plate en met die laatste club had FC Barcelona al overeenstemming bereikt. Ondertussen gaf de FIFA groen licht voor de transfer van Di Stéfano naar FC Barcelona, zonder op de hoogte te zijn van de nog lopende onderhandelingen met Millonarios.

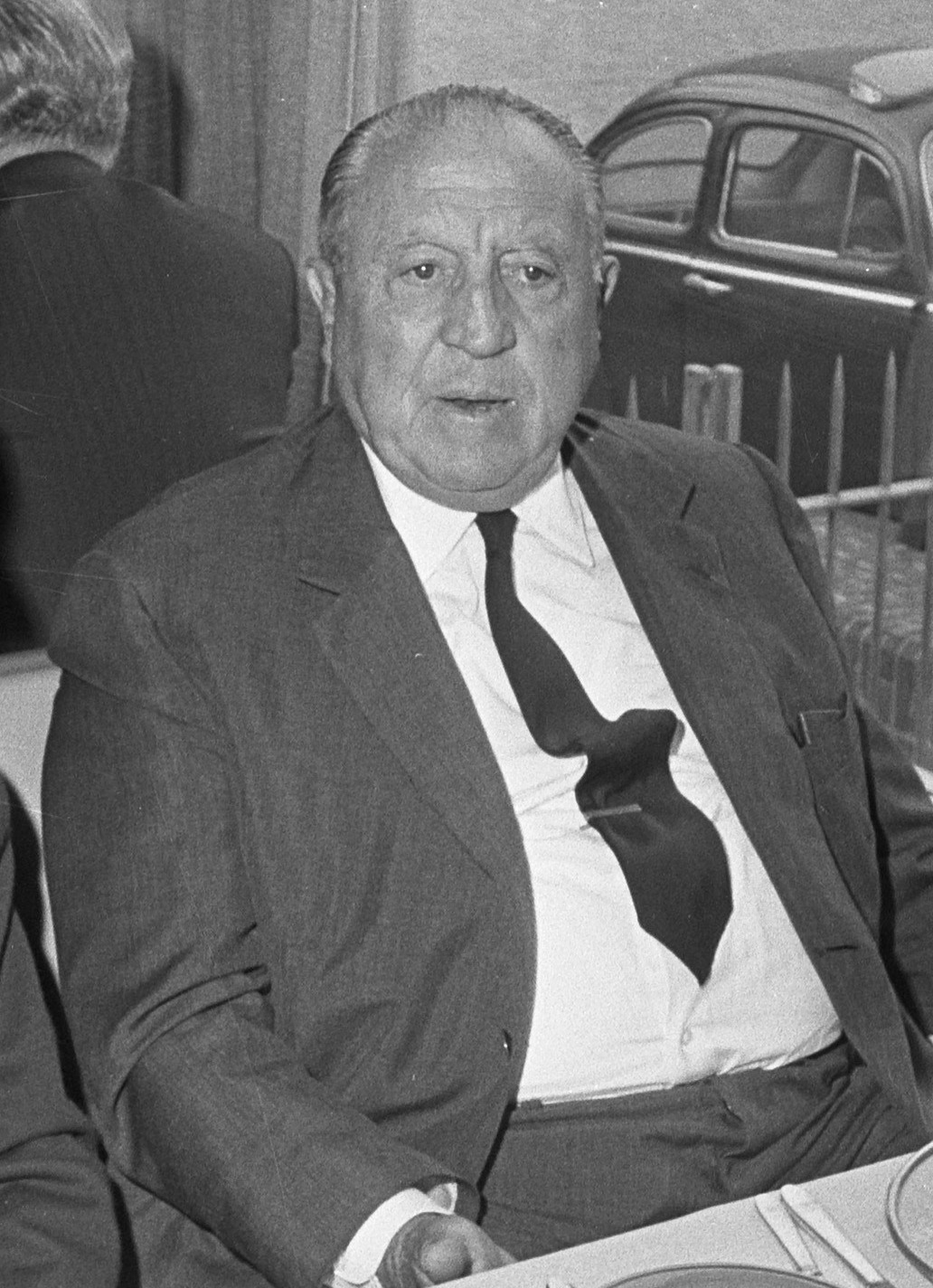
Santiago Bernabéu zag in Di Stéfano de superster die met Real Madrid historie moest gaan schrijven

Millonarios voerde intussen echter ook gesprekken met Real Madrid over Di Stéfano. Real Madrid-voorzitter Santiago Bernabéu stuurde zijn penningmeester Raimundo Saporta naar Bogota en hij bereikte een akkoord met Millonarios om Di Stéfano over te nemen voor $ 30.000. Vervolgens reisden de Madrilenen af naar Barcelona om Di Stéfano te overtuigen toch voor Real Madrid te kiezen. Na enige bedenktijd ging hij in op het aanbod. FC Barcelona protesteerde tegen die beslissing waardoor de Spaanse voetbalbond moest ingrijpen. Zij blokkeerden de transfer van Di Stéfano naar Spanje omdat geen van beide clubs overeenstemming had bereikt met zowel River Plate als Millonarios. Om de impasse definitief te beëindigen nam de Spaanse voetbalbond het besluit om geen buitenlandse spelers meer toe te laten tot de competitie.
FC Barcelona probeerde vervolgens onder haar verplichtingen uit te komen door Di Stéfano bij Juventus aan te bieden. Daar had het echter eveneens de toestemming van Real Madrid voor nodig omdat beide clubs gezamenlijk de rechten van de Argentijn bezaten. Omdat Real Madrid hier niet mee instemde, wendde FC Barcelona zich tot River Plate met de vraag of zij hun speler wilden terugnemen, maar ook deze poging mislukte. Uiteindelijk besloot de Spaanse voetbalbond na overleg met de FIFA een uitzondering te maken en kwam het tot een merkwaardig salomonsoordeel: Di Stéfano zou gedurende vier seizoenen afwisselend voor zowel Real Madrid als FC Barcelona gaan spelen. Zelfs decennia later maakt de officiële website van FC Barcelona nog steeds melding van een vreemde manoeuvre van de bond met Francoistische steun. FC Barcelona-voorzitter Enric Martí ging akkoord met het voorstel maar kreeg zoveel kritiek op die beslissing dat hij gedwongen werd af te treden. Een nieuw interim-bestuur samengesteld uit zes voormalige voorzitters nam de taken van Martí over totdat er nieuwe verkiezingen werden uitgeschreven. De dag nadat beide clubs de schikkingsovereenkomst hadden ondertekend, verhuisde Di Stéfano naar de Spaanse hoofdstad om te beginnen aan zijn eerste seizoen bij Real Madrid. De Argentijn zou echter nooit terugkeren om het shirt van FC Barcelona te dragen. Nog diezelfde dag vernietigde het nieuwe interim-bestuur van FC Barcelona de schikkingsovereenkomst en nam het afstand van zijn aanspraak op Di Stéfano. De enige voorwaarde die FC Barcelona stelde was dat Real Madrid de transfersom moest overmaken die de Catalanen in ruil voor Di Stéfano aan River Plate hadden betaald.
In Spanje ontwikkelden zich naderhand complottheorieën over de vraag waarom FC Barcelona ineens het contract met Real Madrid wilde verbreken en wat de mogelijke invloed van generaal Franco bij de gehele transfer was geweest. In de jaren 1950 werd Real Madrid door menig tegenstander beschouwd als de club van het Franco-regime. Hoewel de bemoeienis van de Spaanse dictator bij sportaangelegenheden mogelijkerwijs wordt overdreven, staat vast dat Franco regelmatig contact had met Real Madrid-voorzitter Bernabéu. Ook had hij een aanzienlijke invloed op de Spaanse voetbalbond.

### Real Madrid (1953–1964)
Toen Di Stéfano in 1953 bij Real Madrid arriveerde, had het nog niet de status van een topclub. Real Madrid was in haar 51-jarige bestaan nog maar twee keer landskampioen geworden en de laatste titel dateerde uit 1933. Uitgedrukt in landstitels was het de vijfde club van Spanje, achter FC Barcelona (6), Athletic Bilbao (5), Atlético Madrid (4) en Valencia (3). Real Madrid was een middelmatige club die zich vanaf de jaren 1920 had gemoderniseerd en geprofessionaliseerd. Vanwege de Spaanse Burgeroorlog (1936-1939) en het naoorlogse isolement kende het een terugval waardoor pas in de jaren 1950 kon worden begonnen met herstel. De drijvende kracht achter de vooruitgang vormde de in 1943 aangetreden clubvoorzitter Santiago Bernabéu. Onder zijn leiding begon de club met de bouw van een nieuw stadion dat plaats zou gaan bieden aan 75.000 toeschouwers en later zelfs aan een menigte van 125.000. De nieuwe thuishaven, die aanvankelijk Nuevo Estadio Chamartín heette, zou vanaf 1955 de naam dragen van de clubvoorzitter: het Estadio Santiago Bernabéu. Om dit bijna grootste voetbalstadion van Europa te vullen, zorgde Bernabéu er met zijn visie voor dat de club iedere zomer een nieuwe sterspeler contracteerde die het team sterker zou maken en meer publiek kon trekken. Met het vastleggen van Di Stéfano brak er een tijdperk van Madrileense dominantie aan, waarin de Spaanse middenmoter uitgroeide tot een Europese topclub.

#### De eerste landstitel in 21 jaar tijd

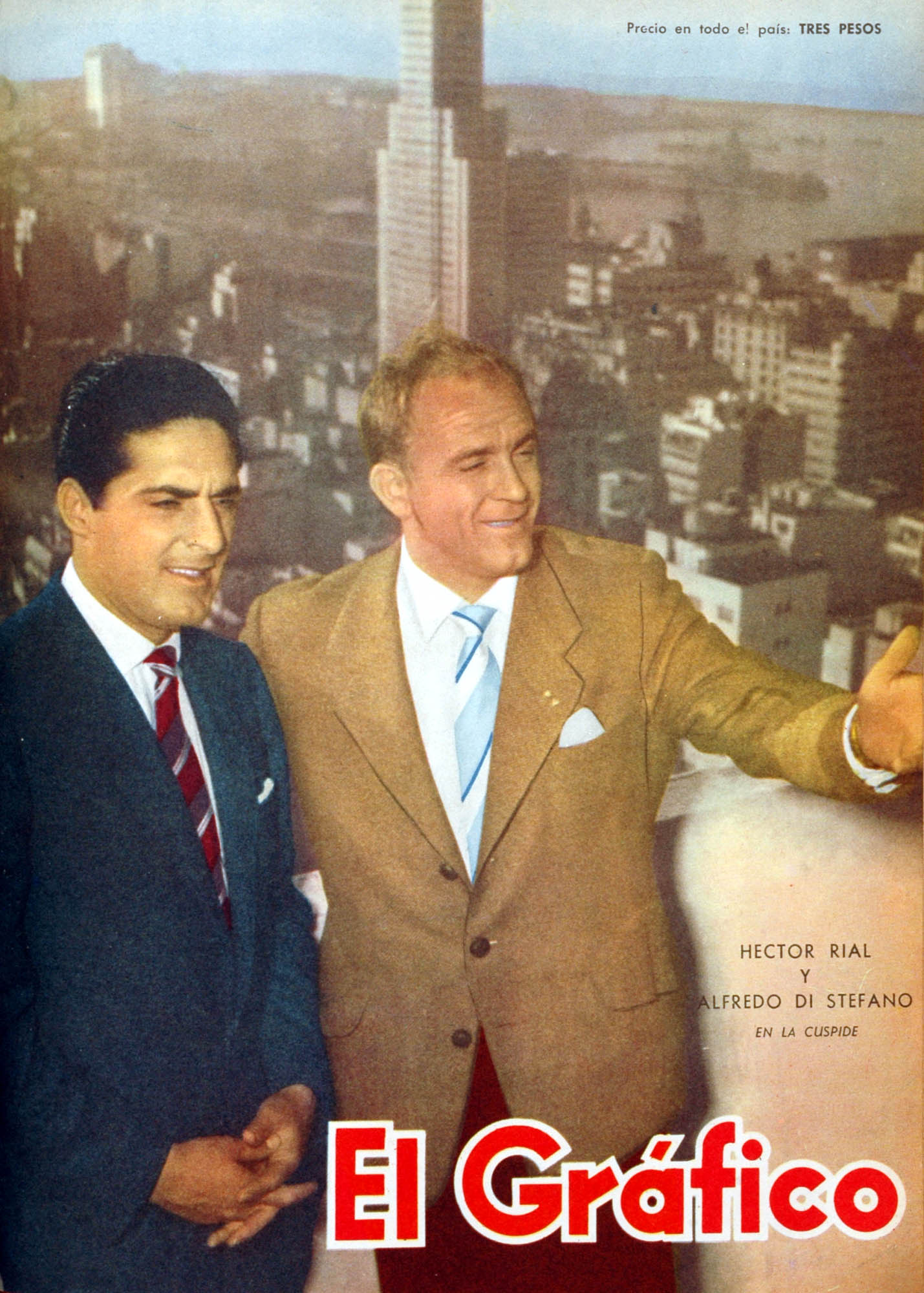
Di Stéfano met Héctor Rial

Di Stéfano maakte zijn officieuze debuut voor Real Madrid op 23 september 1953 in een oefenwedstrijd tegen AS Nancy. Met een kopbal in de 67e minuut bepaalde hij de eindstand van het vriendschappelijke duel (4-1 verlies). Vier dagen later volgde zijn officiële debuut in de competitiewedstrijd tegen Racing Santander (4-2 winst). Trainer Enrique Fernández had Di Stéfano opgesteld als centrumspits naast zijn landgenoot Roque Olsen, buitenspeler Luis Molowny en de van Racing Santander overgekomen Paco Gento. Di Stéfano moest het gat opvullen dat Pahiño had achtergelaten, nadat die in de zomer Real Madrid had ingewisseld voor Deportivo La Coruña. Twee weken later scoorde Di Stéfano tweemaal in de wedstrijd tegen de club waar hij bijna zelf had gespeeld, FC Barcelona (5-0 winst). Hoewel Di Stéfano de eerste wedstrijden van het seizoen had gemist, werd hij dat jaar alsnog topscorer van de Spaanse competitie met 29 doelpunten. Daarmee leverde hij een belangrijke bijdrage aan de eerste landstitel voor Real Madrid in 21 jaar tijd.
Clubvoorzitter Bernabéu ontdekte dat Di Stéfano over een neus voor talent bleek te beschikken en vroeg hem in de zomer naar mogelijke versterkingen. Bernabéu was ontevreden over het spel van Gento en overwoog hem te vervangen door Francisco Espina van Racing Santander. Di Stéfano sprak zijn vertrouwen uit in Gento's talent en nam de 20-jarige pupil in bescherming door te stellen dat hij vanwege zijn jonge leeftijd nog geen hoog niveau had kunnen laten zien. Bernabéu vertrouwde Di Stéfano en gaf de introverte speler tijd en geduld. Gento zou vervolgens uitgroeien tot een van de beste flankspelers uit de geschiedenis en bleef een recordlengte van 18 seizoenen verbonden aan Real Madrid.
Diezelfde zomer versterkte Real Madrid zich op advies van Di Stéfano met Héctor Rial. De Argentijnse linksbinnen was een competitiegenoot van hem geweest in Colombia, toen Di Stéfano voor Millonarios voetbalde en Rial voor stadsrivaal Santa Fe. De twee aanvallers werden in Spanje topscorers van hun club en verzorgden meer dan de helft van Real's doelpuntenproductie dat seizoen. De ploeg veroverde het tweede landskampioenschap op rij en won ook de Copa Latina, het meest prestigieuze Europese clubtoernooi van dat moment waarin de kampioenen van Frankrijk, Italië, Spanje en Portugal het tegen elkaar opnamen.

#### De opkomst van een continentale supermacht
In het seizoen 1955/56 werd Di Stéfano voor de tweede maal topscorer van Spanje met 24 doelpunten. Met zijn club behaalde hij de derde plaats in de competitie, achter kampioen Athletic Bilbao en FC Barcelona. Real Madrid won wel de eerste editie van de door L'Équipe georganiseerde Europacup I. In dit nieuwe bekertoernooi namen zestien landskampioenen het tegen elkaar op om uit te maken wie de beste club van Europa zou zijn. Tijdens de eerste editie scoorde Di Stéfano vijf doelpunten, waarvan één in de finale tegen Stade de Reims. Tegen de Franse kampioen bewees Di Stéfano dat hij een meester was in het organiseren van het spel en liet de club zijn kracht zien in heel Europa. France-Soir schreef na de wedstrijd: De belangrijkste reden voor de overwinning van Madrid was Di Stéfano, die de verdediging van Reims uit elkaar trok.

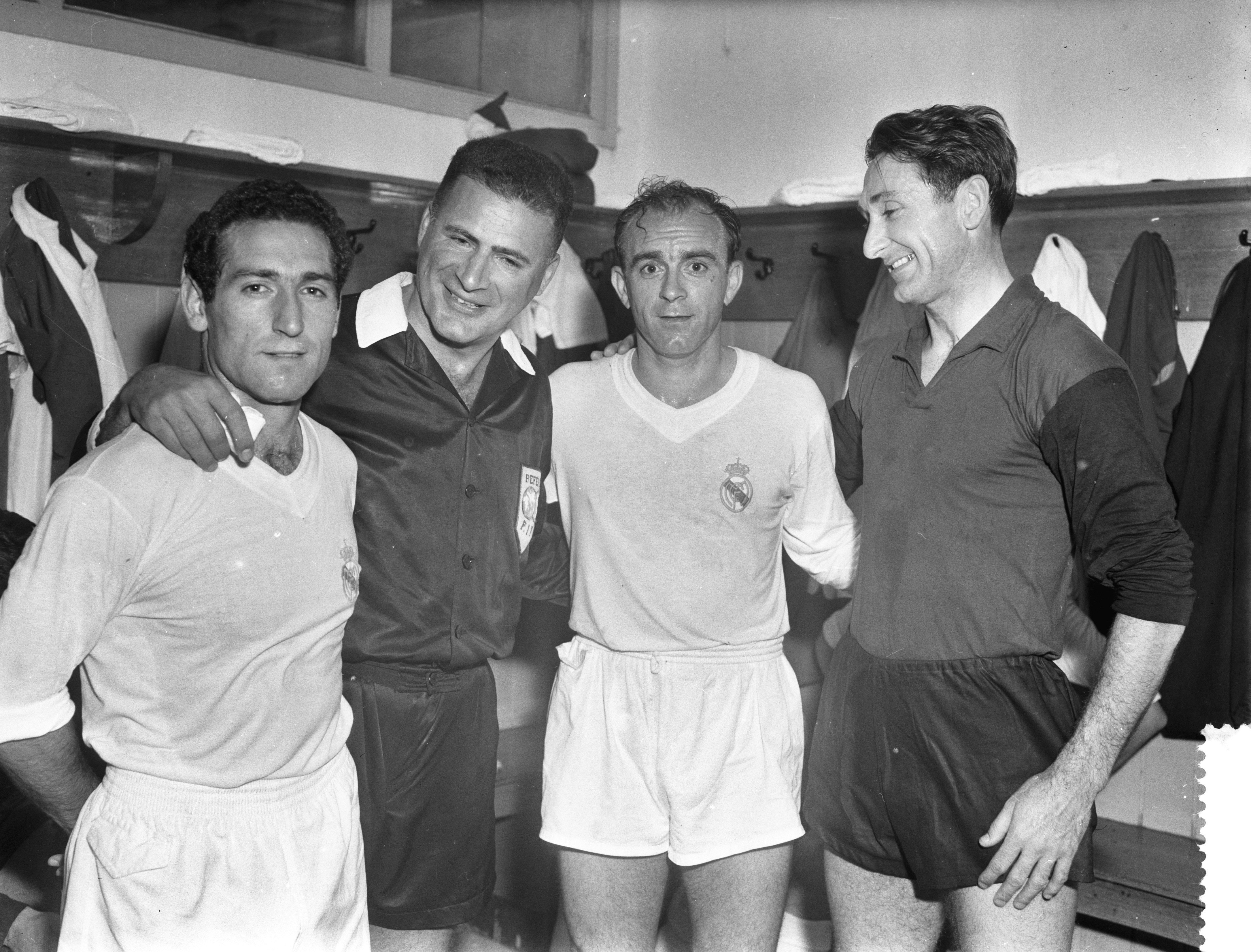
Di Stéfano met Paco Gento (links) en tussen hen in scheidsrechter Leo Horn. Rechts staat Faas Wilkes

Al voor de finale had Bernabéu de beste speler van Stade de Reims, de centrumspits Raymond Kopa, vastgelegd als nieuwe aanwinst voor het komende seizoen. Omdat Di Stéfano op dezelfde positie speelde en inmiddels tot een onbetwiste autoriteit binnen het team was uitgegroeid, werd Kopa gedwongen naar de rechterkant van de voorhoede uit te wijken. Om de Fransman te kunnen vastleggen, drong Real Madrid er bij Di Stéfano op aan dat hij zich liet naturaliseren tot Spanjaard. Op die manier zou er een extra plek in de Madrileense selectie vrijkomen voor een buitenlandse speler. Di Stéfano voelde er aanvankelijk weinig voor om van nationaliteit te wisselen. De penningmeester van Real Madrid Saporta maakte de naturalisatie echter aantrekkelijker toen hij de Argentijn in ruil voor een kleine vergoeding de baromzet uit het Estadio Santiago Bernabéu gunde. Met Kopa aan boord nam Real Madrid in het seizoen 1956/57 de landstitel over van Athletic Bilbao. Di Stéfano werd voor de derde keer topscorer met 31 doelpunten. In de Europacup I maakte Di Stéfano tijdens de halve finale onder meer indruk op zijn tegenstander Bobby Charlton, die als reservespeler van Manchester United vanaf de tribune toekeek:

Wie is deze man? Hij krijgt de bal van de keeper. Hij vertelt de verdedigers wat ze moeten doen. Waar hij ook is op het veld, hij is altijd in de positie om de bal te ontvangen. Je kunt zijn invloed zien op alles wat er gebeurt. Het was een pure openbaring. Alles leek van hem uit te gaan. Ik had nog nooit zo'n complete voetballer gezien. Het was alsof hij zijn eigen commandocentrum in het hart van het spel had opgezet. Hij was even sterk als subtiel. De combinatie van kwaliteiten was fascinerend.

Real Madrid bereikte opnieuw de Europacup I-finale en trof daarin Fiorentina als tegenstander. Na ruim een uur benutte Di Stéfano een controversiële strafschop die was toegekend door scheidsrechter Leo Horn. Enkele minuten later maakte Gento nog een treffer waardoor titelverdediger Real Madrid het duel met 2-0 won. Aan het eind van het seizoen legde de club beslag op de laatste editie van de Copa Latina, die ophield te bestaan nadat het zijn prestige had verloren aan de Europacup I. In hetzelfde jaar werd voor het eerst de meest prestigieuze individuele onderscheiding in het Europese voetbal uitgereikt: de Ballon d'Or. Di Stefano was een van de belangrijkste kanshebbers voor de prijs, maar behaalde uiteindelijk de tweede plaats. Hij verloor met drie punten verschil van winnaar Stanley Matthews.
In de zomer van 1957 kwam de Uruguayaan José Santamaría de verdediging van Real Madrid versterken. Hij werd een goede vriend van Di Stéfano en zorgde ervoor dat de club een nog solidere defensie zou krijgen. De Madrilenen waren toen al begonnen aan een ongeslagen thuisreeks in de competitie die een recordlengte van 121 duels zou aanhouden, van februari 1957 tot maart 1965. Met drie punten voorsprong op de dichtstbijzijnde achtervolger Atlético Madrid werd Real Madrid in 1958 opnieuw landskampioen. Di Stéfano scoorde 19 doelpunten waarmee hij gedeeld topscorer werd. Ook bewees Real Madrid nog steeds de sterkste club van Europa te zijn door opnieuw de Europacup I te winnen. In de finale nam de ploeg het op tegen AC Milan. Achteraf noemde Di Stéfano dit de moeilijkste van de gewonnen Europacup I-finales. De Madrilenen kwamen twee keer op achterstand, maar Di Stéfano en Rial zorgden voor de gelijkmakers. In de verlenging stelde Real Madrid de derde titel veilig door een doelpunt van Gento. Di Stéfano werd met 10 treffers topscorer van het toernooi. In de strijd om de Ballon d'Or bleek Di Stéfano ongeëvenaard. Hij ontving 72 punten, 53 meer dan de nummer twee Billy Wright.

#### De geblokkeerde transfer naar Manchester United

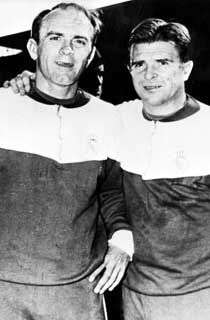
Di Stéfano en Ferenc Puskás werden in totaal negen keer topscorer van Spanje

In de zomer van 1958 stond Di Stéfano plotseling op het punt Real Madrid tijdelijk te verlaten. Manchester United was enkele maanden eerder getroffen door een tragedie, toen tijdens de Vliegramp van München een groot deel van de selectie om het leven was gekomen. De Engelse club gold op dat moment als een van de betere in Europa. Manager Matt Busby liet veel jonge spelers debuteren en zijn ploeg kreeg liefkozend de bijnaam Busby Babes. De kennismaking tussen beide clubs tijdens de halve finale van de Europacup I in 1957 had ertoe geleid dat Bernabéu en Busby veel respect voor elkaar kregen. Bernabéu besloot daarom na de vliegramp zijn vriend te hulp te schieten door een van de beste spelers van dat moment een seizoen lang uit te lenen aan Manchester United. Di Stéfano had hier wel oren naar, maar de Engelse voetbalbond blokkeerde de transfer. Zij vreesden dat de komst van Di Stéfano de ontwikkeling van jonge spelers uit eigen land in de weg zou staan.
In diezelfde zomer nam Bernabéu een grote gok door de Hongaarse spits Ferenc Puskás te contracteren. Puskás was al 31 jaar en had flink wat overgewicht nadat hij anderhalf jaar zonder club had gezeten. Toch pakte de gok goed uit. Puskás raakte in anderhalve maand 18 kilo kwijt en bracht zijn critici tot zwijgen door in gemiddeld bijna iedere wedstrijd tot aan zijn pensioen in 1967 te blijven scoren. In de zes seizoenen waarin hij samen met Di Stéfano en Gento de aanvalslinie van Real Madrid vormde, maakte het trio 437 doelpunten. Verschillende gezaghebbende media zouden de driemans voorhoede later betitelen als een van de beste uit de voetbalhistorie.
Ondanks de 21 doelpunten van Puskás en 23 doelpunten van Di Stéfano, die daarmee voor de vijfde keer topscorer van Spanje werd, eindigde Real Madrid dat seizoen op de tweede plaats achter FC Barcelona. Wel won Real Madrid voor de vierde keer de Europacup I. In een herhaling van de finale van drie jaar eerder nam Di Stéfano opnieuw een doelpunt voor zijn rekening tegen Stade de Reims. Ook speelde Real Madrid die zomer een oefenduel tegen het Santos van wereldkampioenen Pelé, Pepe en Zito. Tijdens hun tour door Europa wonnen de Brazilianen elf van de dertien wedstrijden maar moesten ze hun meerdere erkennen in de viervoudig Europacup I-winnaar na een 5-3 nederlaag. Di Stéfano greep dat seizoen naast de Ballon d'Or omdat de regels destijds voorschreven dat de prijs niet twee jaar achtereenvolgens door dezelfde speler kon worden gewonnen. Hij ontbrak daarom in het eindklassement.

#### De mislukte zoektocht naar een opvolger
De titel van FC Barcelona deed Bernabéu in de zomer van 1959 besluiten om de spelersgroep van nieuwe aankopen te voorzien. Op advies van Di Stéfano contracteerde hij de 21-jarige verdediger Pachín van Osasuna. Ook haalde hij met rechtsbuiten Canário en rechtsbinnen Didi twee Brazilianen bij de club. Na het door Brazilië gewonnen WK van 1958 nam de populariteit van Braziliaanse spelers en hun speelstijl in Spanje toe. Canário was gehaald om Kopa te vervangen, die na drie jaar met evenveel Europacups terugkeerde naar Stade de Reims. Spelbepaler Didi was de superster van Brazilië op het WK geweest en na afloop verkozen tot beste speler van het toernooi. Vier jaar later zou hij op het WK in Chili opnieuw zijn kwaliteiten tonen. Toch kon de Braziliaan de hoge verwachtingen bij Real Madrid niet waarmaken. Volgens Spaanse media voetbalde Didi te traag. Hij dribbelde te veel en haalde daarmee het tempo uit de wedstrijd. Ook kon Didi niet goed opschieten met Di Stéfano. Hij zou de Braziliaanse aanwinst welkom hebben geheten met de woorden: Ze zeggen dat je mij komt vervangen. Nou, je bent te oud en je bent niet goed genoeg. Didi speelde geen enkele Europese wedstrijd voor Real Madrid en werd na slechts 19 competitieduels terug verkocht aan Botafogo.
Na het vertrek van de Braziliaan mocht een andere buitenlandse speler zijn plaats in de ploeg overnemen. Bernabéu koos voor de 25-jarige Agne Simonsson, die op termijn de opvolger van Di Stéfano moest worden. De Zweedse spits had internationaal al naam gemaakt door in de WK-finale van 1958 te scoren tegen Brazilië. Daarnaast had hij in 1959 met twee doelpunten een belangrijke bijdrage geleverd aan de 3-2 overwinning van Zweden op Engeland. De Engelsen hadden tot dan toe op eigen bodem pas een keer eerder verloren van een continentaal elftal. De interesse in Simonsson werd bij Bernabéu definitief gewekt toen hij namens zijn club Örgryte IS in de zomer van 1960 twee keer scoorde tegen Real Madrid tijdens een oefenduel. Di Stéfano zag de komst van Simonsson echter niet zitten en gebruikte zijn invloed om ervoor te zorgen dat de Zweed nauwelijks aan spelen toekwam. Hoewel hij niet zo vijandig was tegenover Simonsson, zoals bij Didi, liep Di Stéfano de spits op het veld telkens in de weg. Simonsson speelde slechts drie duels voor Real Madrid en werd na een jaar aan Real Sociedad te zijn verhuurd in 1963 terug verkocht aan Örgryte IS. Ook Pepillo, die in 1959 was gehaald als mogelijke vervanger van Di Stéfano, slaagde er gedurende twee seizoenen niet in een vaste plek in het elftal te bemachtigen.

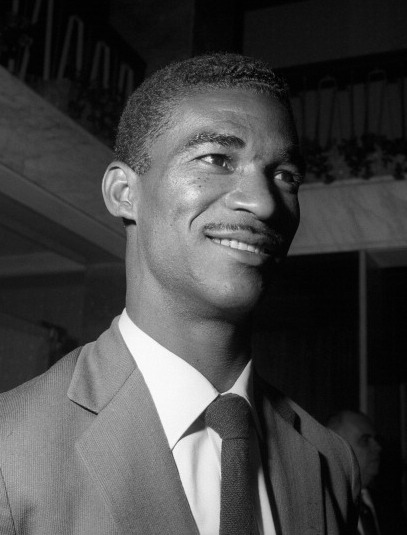
De Braziliaanse wereldkampioen Didi kon de concurrentiestrijd met Di Stéfano niet winnen
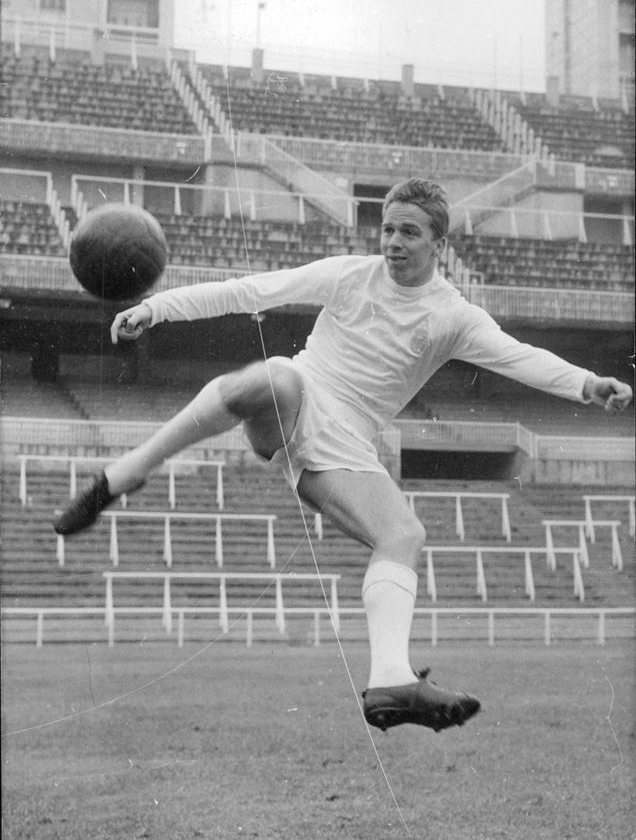
Agne Simonsson moest in de voetsporen treden van Di Stéfano maar speelde slechts drie duels voor Real Madrid
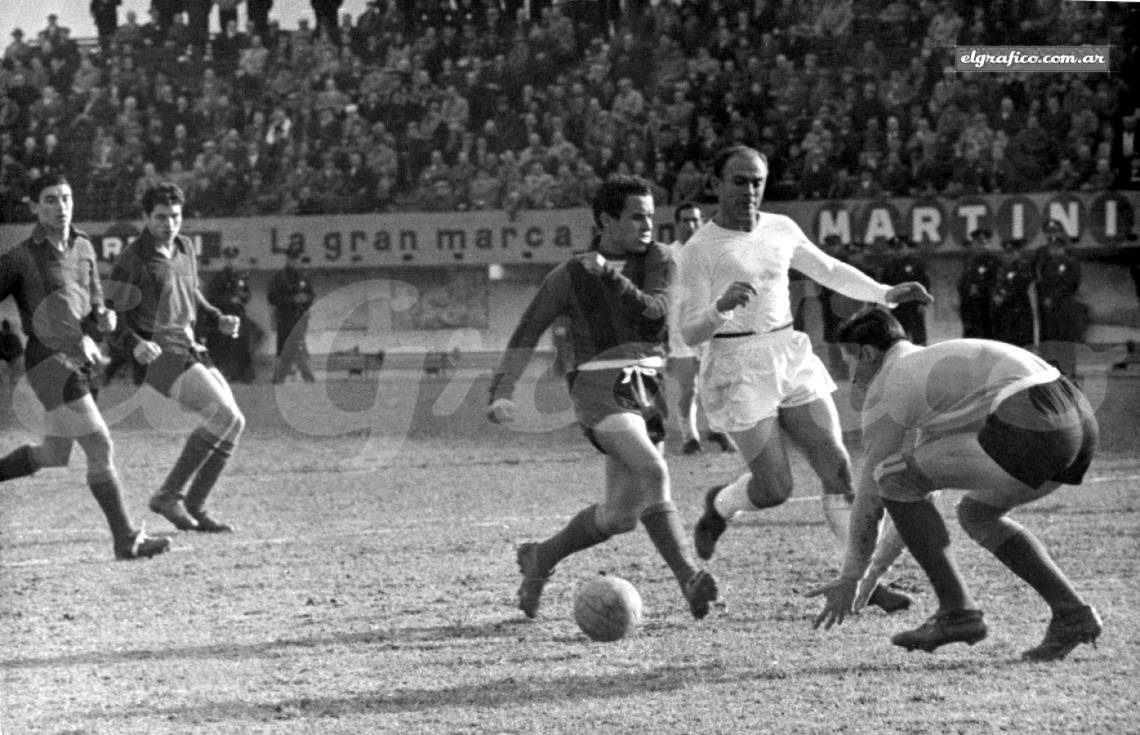
Di Stéfano tijdens een vriendschappelijk duel tegen San Lorenzo (1958)
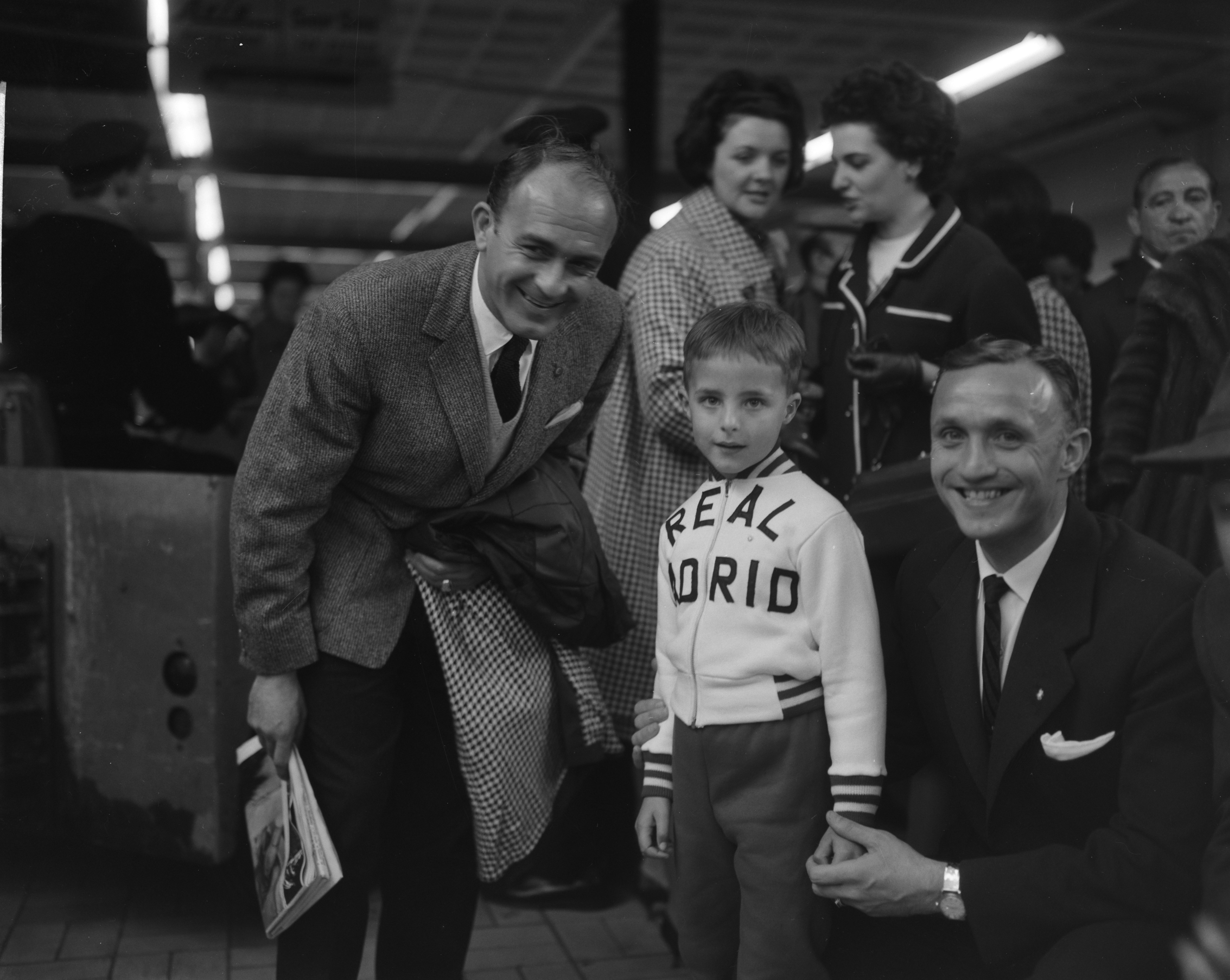
Di Stéfano met zijn vriend en ploeggenoot José Santamaría op Luchthaven Schiphol (1962)
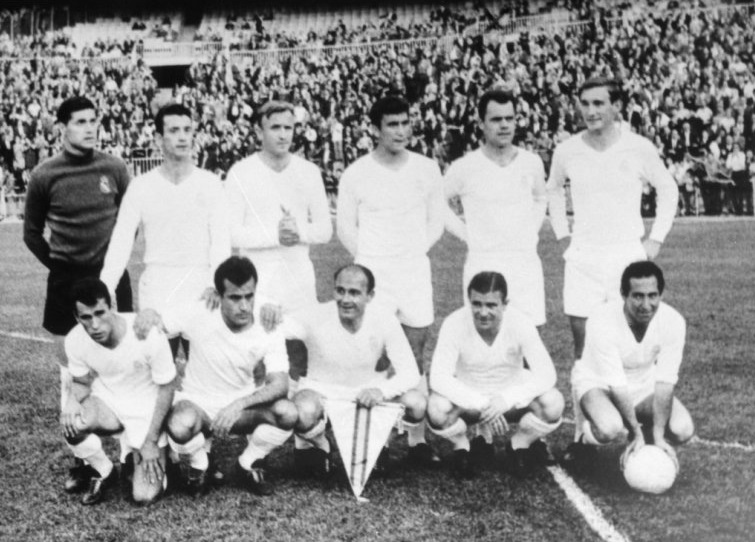
Het elftal van Real Madrid met Di Stéfano die het vaantje vasthoudt (1964)

#### Wedstrijd van de Eeuw
In 1960 eindigden FC Barcelona en Real Madrid in de competitie in punten gelijk. Toch ging de titel naar Catalonië vanwege een beter doelsaldo. Di Stéfano won ondertussen als beste speler van Europa zijn tweede Ballon d'Or. Ook haalde hij met Real Madrid zijn sportieve revanche door in de halve finale van de Europacup I FC Barcelona tweemaal met 3-1 te verslaan. In de finale zorgden de Madrilenen voor een spektakelshow door met 7-3 te winnen van Eintracht Frankfurt. Puskás nam vier treffers voor zijn rekening en Di Stéfano drie. De finale met een recordaantal van 134.000 toeschouwers ging de geschiedenisboeken in als de Wedstrijd van de Eeuw. Engeland-speler Jimmy Greaves bekeek de finale op tv in Hongarije voorafgaand aan een interland en zei:

We hebben het geluid uitgezet en zaten daar verbijsterd. We hadden nog nooit zoiets gezien. Real kwam van een andere planeet. We keken met open mond en iedereen realiseerde zich zonder het toe te geven, dat als dit mogelijk was in het voetbal, wij Engelse jongens duizenden lichtjaren achterliepen.

Zijn collega-international Bobby Charlton sloot zich daarbij aan:

Mijn eerste gedachte was: 'Deze wedstrijd is nep, bewerkt, een film, omdat deze spelers dingen doen die niet mogelijk zijn, niet echt zijn, niet menselijk zijn'.

Door vijfmaal op rij de Europacup I te winnen vestigde Di Stéfano met Real Madrid een record dat nooit werd geëvenaard of verbeterd. Achteraf werd het duel bestempeld als het beginpunt van de fascinatie voor het Europacup I-toernooi onder een groeiend televisiekijkerspubliek en voor Real Madrid als een van de beste clubs ter wereld. De BBC zou de finale nog jarenlang rond kerst in de volledige lengte op tv herhalen.

#### Eerste officieuze wereldkampioen
Door het snelle succes van de Europacup I besloot de Zuid-Amerikaanse voetbalbond in 1960 het initiatief te kopiëren met de introductie van de Copa Libertadores. Al snel daarna kwam men op het idee de winnaars van de Europese en Zuid-Amerikaanse bekercompetities tegen elkaar te laten strijden om de nieuw ingevoerde wereldbeker voor clubteams. Als winnaar van de Europacup I mocht Real Madrid het in de eerste editie opnemen tegen Peñarol uit Uruguay. Voor de heenwedstrijd in Montevideo in juli 1960 waren de verwachtingen hooggespannen. De ticketverkoop had een miljoen peso opgeleverd, destijds een record in Zuid-Amerika. In het uitverkochte Estadio Centenario eindigde de confrontatie tussen de twee continenten in een doelpuntloos gelijkspel. Tijdens de returnwedstrijd, twee maanden later, greep Real Madrid mede dankzij een treffer van Di Stéfano de eerste officieuze wereldtitel (5-1 winst).
Ter ere van de titelwinst kreeg Real Madrid in eigen land een vriendschappelijk wedstrijd aangeboden tegen de beste spelers uit de Spaanse competitie. Dit eerbetoon had echter een wrange bijsmaak. Real Madrid was kort daarvoor voor de eerste maal vroegtijdig uitgeschakeld in de Europacup I. De Spaanse rivaal FC Barcelona doorbrak na vijf jaar de Europese hegemonie. De gebeurtenissen die leidden tot de uitschakeling, zorgden evenwel voor speculatie. Volgens internationale media hadden de Engelse scheidsrechters Ellis en Leafe in de twee onderlinge ontmoetingen enkele controversiële beslissingen genomen door FC Barcelona een onterechte penalty toe te kennen en drie doelpunten van Real Madrid af te keuren. Bij Di Stéfano ontstond na afloop het vermoeden dat de UEFA opzettelijk de dominantie van Real Madrid had willen doorbreken. De club haalde niettemin haar sportieve revanche door aan het einde van het seizoen met 20 punten voorsprong op FC Barcelona de landstitel na twee seizoenen van de Catalanen over te nemen.
Di Stéfano had dat seizoen een andere rol in het elftal gekregen onder leiding van de nieuwe trainer Miguel Muñoz. Santiago Bernabéu had in zijn zoektocht naar een nieuwe oefenmeester aanvankelijk FC Barcelona-trainer Helenio Herrera op het oog, maar volgens Di Stéfano zou die niet bij de club passen. In plaats daarvan stuurde hij Bernabéu in de richting van zijn voormalige ploeggenoot. Muñoz zou in zijn nieuwe functie uitgroeien tot de langstzittende en meest succesvolle trainer uit de historie van Real Madrid. Onder zijn leiding lieten de Madrilenen de 3-2-5 formatie uit de jaren 1950 los en koos hij voor een 3-4-3 opstelling. Muñoz zag dat de ouder wordende Di Stéfano ieder jaar iets van zijn snelheid moest inleveren en plaatste hem daarom op het middenveld. Door de positiewisseling kwam aan de reeks Pichichi-trofeeën begin jaren 1960 een einde. Di Stéfano bleef nog wel regelmatig scoren, maar de Spaanse topscorerstitel zou de komende jaren bijna onafgebroken naar zijn ploeggenoot Puskás gaan.

#### Dominant in Spanje maar niet langer in Europa

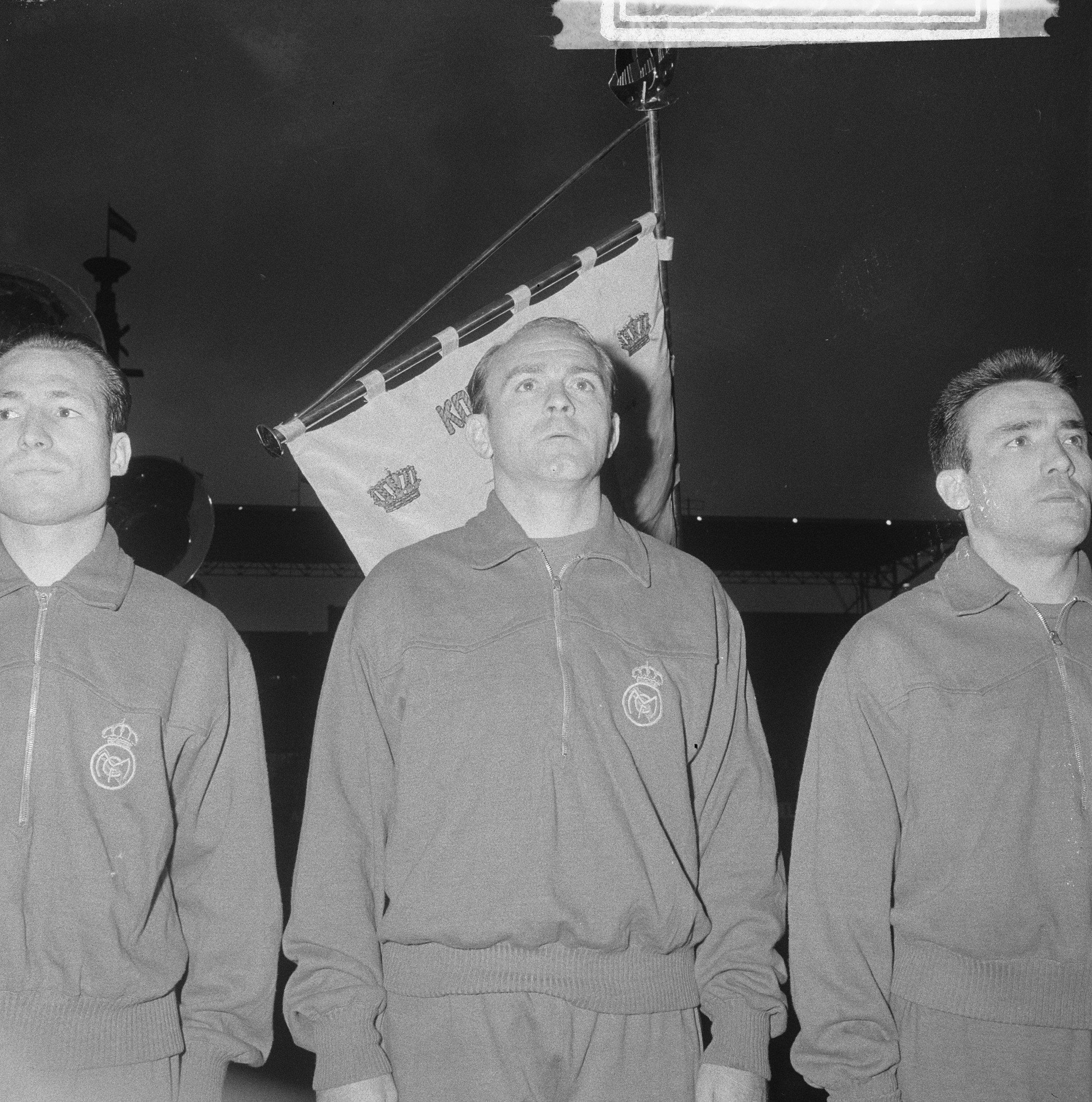
Di Stéfano voor de Europacup I-finale tegen Benfica in het Olympisch Stadion van Amsterdam

In de zomer van 1961 stond Canário op het punt Real Madrid te verlaten. Op aanraden van Di Stéfano werd de Braziliaan vervangen door Justo Tejada, een vleugelaanvaller die transfervrij overkwam van FC Barcelona. Tejada had van tevoren aan Di Stéfano gevraagd een goed woordje voor hem te doen bij Bernabéu. De transfervrije status van de speler kwam Bernabéu goed uit omdat de schulden van Real Madrid opliepen door de kosten van het stadion en het op peil houden van de selectie. Tejada, Di Stéfano en Puskás scoorden dat seizoen ieder 7 doelpunten in de Europacup I en werden samen met nog twee andere spelers gedeeld topscorer van het toernooi. Real Madrid bereikte voor de zesde maal de finale, maar verloor deze met 5-3 van titelverdediger Benfica. Achteraf bleek het duel misschien nog wel van een hoger niveau dan de finale tussen Real Madrid en Eintracht Frankfurt in 1960. De Tijd-Maasbode schreef over de confrontatie in het Olympisch Stadion van Amsterdam:

Tienduizenden Nederlanders zijn verrukt en verzadigd huiswaarts gegaan. Wat een finale om de Europa Cup hebben zij gezien. Voetbal dat niemand voor mogelijk had gehouden; zó flitsend, zó schoon en adembenemend. En wat een wedstrijd: een bekerfinale kon niet schitterender zijn.

In de competitie zette Real Madrid de Spaanse hegemonie voort met een volgende landstitel. Ook won Di Stéfano dat seizoen zijn enige Spaanse beker, destijds Copa Generalísimo geheten, na drie eerdere finales in 1958, 1960 en 1961 met Real Madrid te hebben verloren.
In de zomer van 1962 verkocht Real Madrid Luis del Sol aan Juventus. Met de ontvangen transfersom probeerde Bernabéu om Pelé van Santos los te weken, die hij beschouwde als een waardige opvolger van Di Stéfano. De clubvoorzitter had al eerdere pogingen ondernomen, maar opnieuw bleek Santos niet te willen onderhandelen over haar sterspeler. Real Madrid ging daarom verder met de inmiddels 36-jarige Di Stéfano, die door een blessure dat seizoen maar 24 wedstrijden in actie kwam. Ondanks zijn hoge leeftijd bleef hij in de competitie tot aan het einde van zijn carrière bij Real Madrid wel dubbele cijfers halen qua doelpuntenproductie. Real Madrid pakte als eerste Spaanse club in de geschiedenis de derde landstitel op rij en zou dit record nog verder aanscherpen. In de Europacup I kende het dat seizoen geen succes omdat het onverwachts in de eerste ronde door Anderlecht werd uitgeschakeld.

#### Ontvoering in Caracas
Als voorbereiding op het volgende seizoen reisde Real Madrid in de zomer van 1963 af naar de Venezolaanse hoofdstad Caracas om deel te nemen aan het Pequeña Copa del Mundo. Daar werd Di Stéfano op 24 augustus 1963 in Hotel Potomac ontvoerd door marxistische rebellen van het Venezolaanse Nationale Bevrijdingsfront (in het Spaans afgekort tot FALN). De rebellen, die financieel werden gesteund door Fidel Castro, wilden de regering van president Rómulo Betancourt omverwerpen en zijn aankomende democratische herverkiezing verstoren. Door een van de beroemdste voetballers ter wereld te ontvoeren kregen zij dagenlang wereldwijde publiciteit. Er werd geen losgeld geëist. Na twee dagen in gevangenschap lieten de rebellen Di Stéfano ongedeerd weer vrij. Nog diezelfde dag gaf hij een persconferentie:

De commandant van de rebellengroep, Maximo Canales, leidde de ontvoering en was de hele tijd bij me. Hij verontschuldigde zich duizend keer voor het ongemak. Ik was bezorgd vanwege de angst die het veroorzaakte bij mijn vrouw en mijn 8-jarige zoon. De dag na de ontvoering lieten ze me op de radio luisteren hoe mijn team FC Porto uit Portugal versloeg. Ze lieten me vanmiddag uit een auto op de Avenida Libertador. Vanaf daar nam ik een taxi naar de Spaanse ambassade.

Een dag later verscheen Di Stéfano, onder druk van Bernabéu, alweer op het veld in de afsluitende wedstrijd tegen São Paulo. In 2005 verscheen de film Real, The Movie, die inging op de historische gebeurtenis. Di Stéfano werd voor de première als publiciteitsstunt herenigd met de rebellengroepsleider Maximo Canales, die inmiddels onder de naam Paul del Rio als kunstenaar opereerde.

#### Gedwongen afscheid

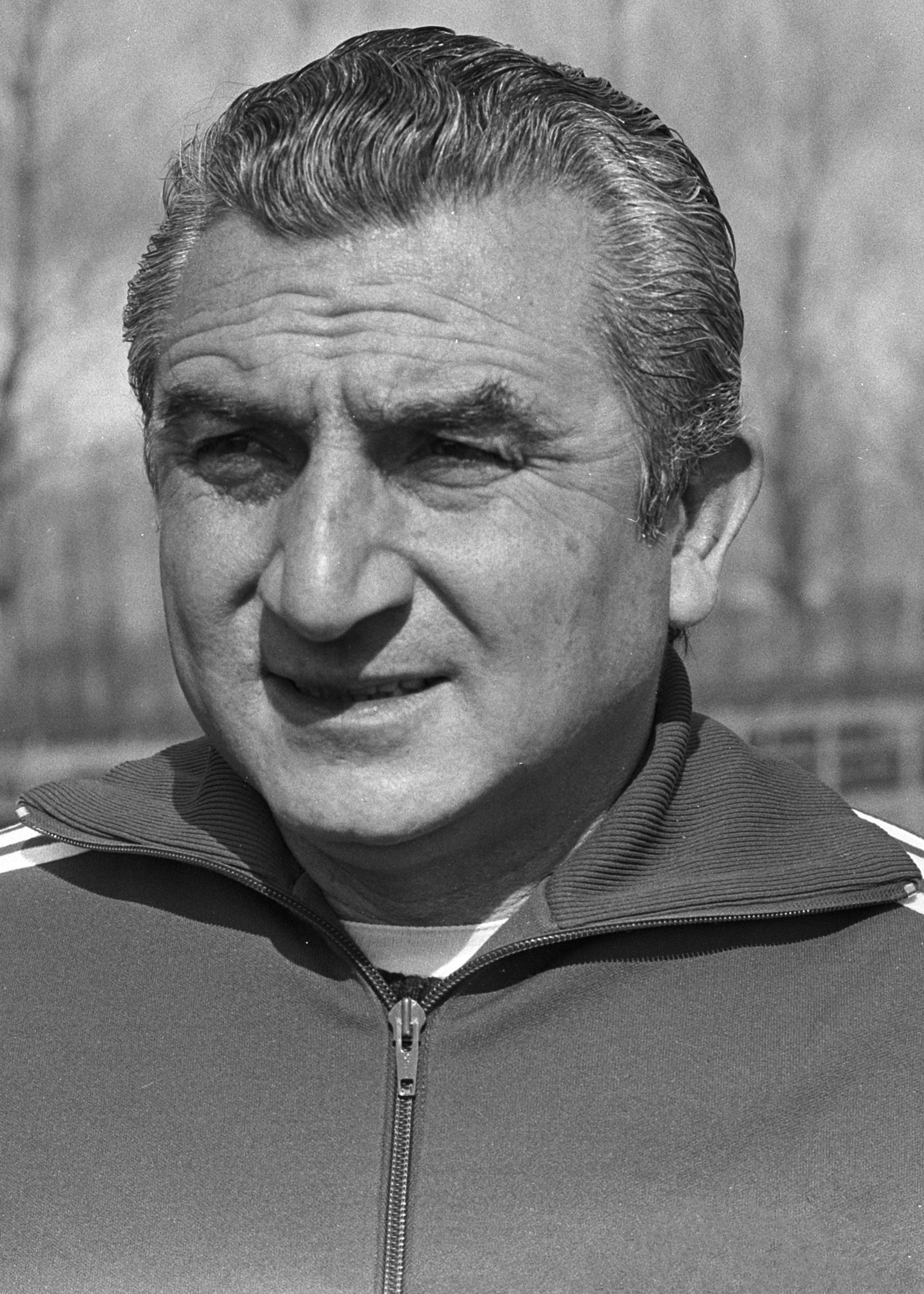
Onder de door hem zelf voorgedragen trainer Miguel Muñoz speelde Di Stéfano in 1964 zijn laatste wedstrijd voor Real Madrid

In 1964 won Di Stéfano met Real Madrid zijn achtste landstitel in elf jaar tijd. Daarnaast bereikte hij met zijn club voor de zevende keer een Europacup I-finale. De eindstrijd tegen Internazionale zou het vertrek van Di Stéfano bij Real Madrid inluiden. In de voorbereiding op de confrontatie leek trainer Muñoz zich met name zorgen te maken over één speler van de Italianen, de linksback Giacinto Facchetti. Als tactiek stelde Di Stéfano daarom voor om Amancio op beide flanken voor dreiging te laten zorgen. Facchetti moest hem dan volgen en zou op die manier niet aan zijn eigen spel toekomen. Muñoz hoorde de suggestie aan, maar wees hem af. In de finale bleek Real Madrid al snel de onderliggende partij. Na een uur spelen keek het team tegen een 2-0 achterstand aan. Het middenveld werd overlopen en Di Stéfano besloot Muñoz aan de zijlijn op te zoeken met het verzoek zijn tactiek aan te passen. Muñoz reageerde geërgerd en er ontstond een verhitte discussie. De Madrilenen maakten nog een aansluitingstreffer, maar Internazionale won de finale in het Weense Praterstadion met 3-1.
Terug in Spanje stond vier dagen later de halve finale van de Copa Generalísimo op het programma. In de laatste training voor het duel tegen Atlético Madrid kwam Muñoz met de verrassende mededeling dat Di Stéfano niet zou spelen. Drie dagen later motiveerden Bernabéu en Saporta de beslissing van de trainer. Muñoz zou over een negatief rapport beschikken waaruit bleek dat Di Stéfano kampte met chronische rugproblemen. Hierdoor zouden zijn prestaties gaan afnemen. Di Stéfano beschouwde dit als een leugen en wees op de finale die hij enkele dagen daarvoor nog had gespeeld. Bernabéu bood als tegemoetkoming aan zijn contract bij Real Madrid te willen verlengen voor iedere functie die hij maar wenste, behalve als voetballer. De bijna 38-jarige Di Stéfano wilde echter blijven spelen en wees het aanbod af dat als een belediging voelde. Hij wist dat dit het einde betekende en vroeg Bernabéu zijn tot juni 1964 lopende contract te verbreken zodat hij alvast met vakantie kon gaan. De clubvoorzitter weigerde en dwong hem nog twee oefenduels in Frankrijk te spelen tegen FC Rouen en Olympique Lyonnais. Di Stéfano kwam alleen de eerste wedstrijd in actie en keerde met een blessure terug naar Spanje. Na elf seizoenen was er een einde gekomen aan zijn succesvolle periode bij Real Madrid. Na zijn afscheid verbitterde de relatie tussen Di Stéfano en Bernabéu. De twee spraken zelden nog met elkaar en Bernabéu deed de oud-speler nooit meer een aanbieding om nog iets voor zijn voormalige club te betekenen. Di Stéfano kwam tot 396 officiële duels voor Real Madrid waarin hij 308 doelpunten maakte. Met dit aantal was hij decennialang de meest trefzekere speler van Real Madrid, totdat Raúl (323) en daarna Cristiano Ronaldo (451) het record van hem overnamen.

### Español (1964–1966)
Hoewel Di Stéfano al 38 jaar oud was, kon hij na zijn vertrek bij Real Madrid nog steeds rekenen op de belangstelling van Europese topclubs. Hij ontving aanbiedingen van Celtic en AC Milan, maar Di Stéfano wilde liever in Spanje blijven en had eerder al zijn mondelinge toezegging gegeven aan Español. De tweede club uit Barcelona had het jaar ervoor tegen degradatie gestreden maar beschikte met Juan Vilá Reyes over een kapitaalkrachtige vicevoorzitter. Hij had in 1963 László Kubala, een goede vriend van Di Stéfano, als speler-trainer aangetrokken en de Hongaar Emil Östreicher binnengehaald als nieuwe technisch directeur. Österreicher zorgde ervoor dat twee van de beste voetballers van hun generatie nu samen een spitsenduo konden vormen. Di Stéfano kwam zijn mondelinge toezegging na en tekende op 19 augustus 1964 een contract voor een jaar. Zijn officieuze debuut voor Español vond plaats tijdens een oefencampagne in Duitsland tegen Bayern München.
Het officiële debuut in de competitie volgde toevalligerwijs tegen Di Stéfano's oude club Real Madrid. Bij het eerste weerzien met zijn voormalige ploeggenoten verloor hij met 1-2. Het returnduel in Madrid moest Di Stéfano laten schieten vanwege een blessure. Toch keerde hij op 18 mei 1965 terug in het Estadio Santiago Bernabéu voor een barragewedstrijd tegen Sporting Gijón in de strijd om de Copa Generalísimo. Español ontliep dat seizoen opnieuw degradatie en eindigde als elfde in de Primera División. Di Stéfano kwam tot 24 competitieduels waarin hij 7 keer scoorde. De club besloot na afloop van het seizoen zijn contract met een jaar te verlengen, maar nam afscheid van zijn vriend Kubala.
Ook in zijn tweede jaar kwam Di Stéfano maar eenmaal in actie tegen Real Madrid. Kort voor het uitduel had de spits zich geblesseerd, hoewel hij niet over een doktersverklaring beschikte. Mogelijkerwijs wilde de oud-speler een confrontatie met zijn voormalige fans in Madrid uit de weg gaan. Tijdens de thuiswedstrijd in Sarrià was Di Stéfano wel aanwezig. Español hield voor eigen publiek dapper stand en speelde met 1-1 gelijk. Het grootste succes dat seizoen was het bereiken van de kwartfinale in de Jaarbeursstedenbeker. Daarin bleek de latere winnaar FC Barcelona over twee duels te sterk.
Op de laatste speeldag van de competitie kwam Atlético Madrid bij Español op bezoek. De club van Jorge Griffa en Jorge Mendonça kon landskampioen worden als het Español in eigen huis zou verslaan. Bij een nederlaag zou stadsrivaal Real Madrid voor de zesde keer op rij de titel winnen. Verschillende media promoveerden Di Stéfano in de aanloop naar het duel tot sleutelfiguur die het lot van zijn vorige werkgever in handen zou hebben. Español bleek echter niet bij machte om toe te slaan en verloor met 0-2. Atlético Madrid veroverde de landstitel en doorbrak daarmee de dominantie van Real Madrid. Español eindigde op de twaalfde plaats en ontsnapte evenals het jaar ervoor maar nipt aan degradatievoetbal. Op 1 mei 1966 speelde de bijna 40-jarige Di Stéfano de laatste officiële wedstrijd uit zijn carrière, tegen Real Betis in de derde ronde van de Copa Generalísimo. Hij sloot zijn carrière in Spanje af met 227 doelpunten in 329 competitieduels. Daarmee neemt Di Stéfano de zesde plaats in op de eeuwige ranglijst van doelpuntenmakers in de Primera División.

### Afscheidswedstrijd (1967)

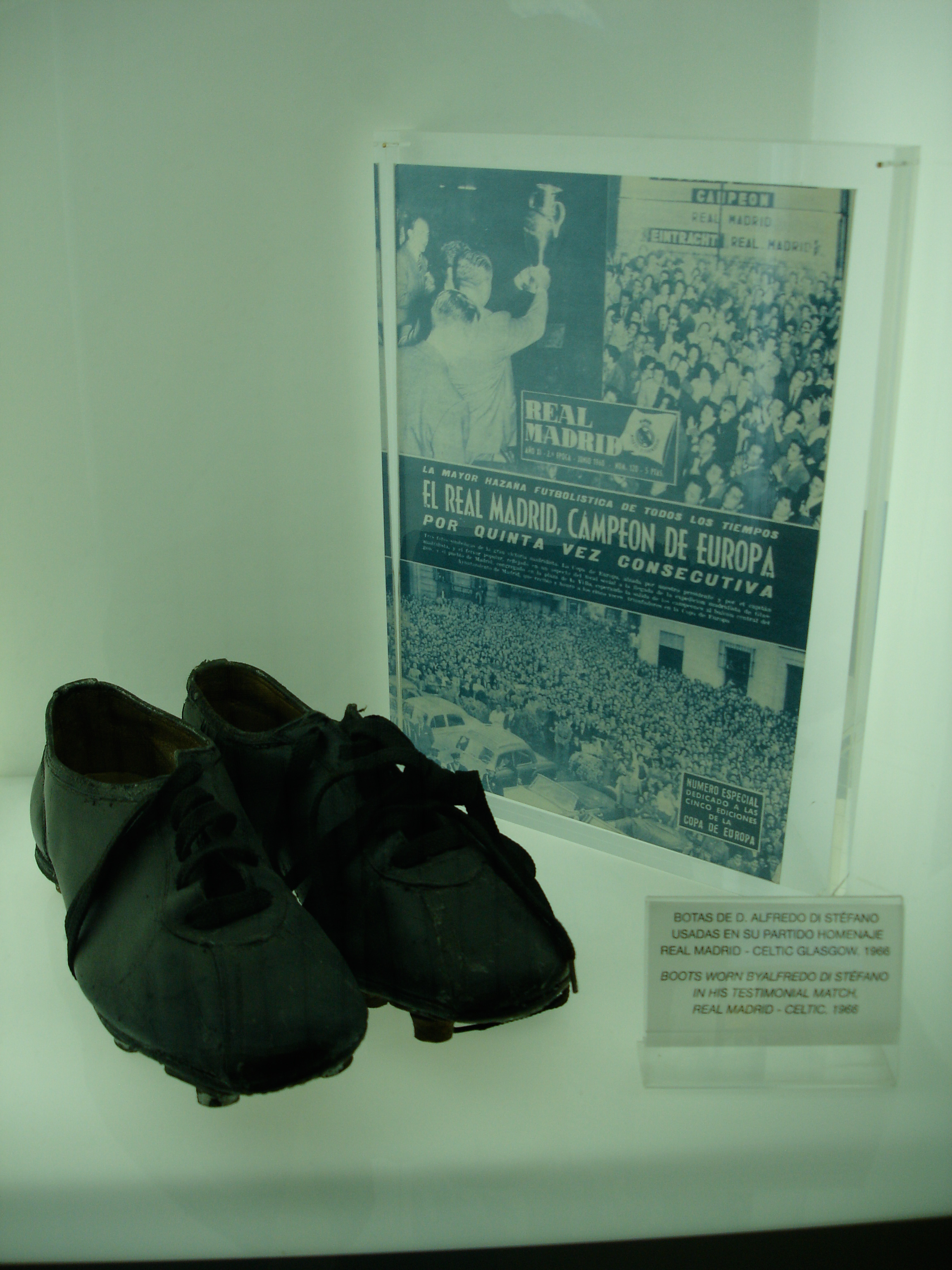
Voetbalschoenen gedragen door Di Stéfano tijdens zijn afscheidswedstrijd

Ter gelegenheid van zijn afscheid als voetballer kreeg Di Stéfano in 1967 van Real-vicevoorzitter Saporta een benefietwedstrijd aangeboden tussen zijn oude club Real Madrid en het Schotse Celtic. De inmiddels al schatrijke Di Stéfano ontving uit de clubkas na aftrek van kosten een recette van 400.000 gulden. Saporta had liever Internazionale uitgenodigd, omdat hij verwachtte dat de Italianen dat seizoen de Europacup I ten koste van Celtic zouden winnen. Op die manier zou Real Madrid zich als winnaar van het jaar ervoor kunnen revancheren op haar opvolger. Het elftal van trainer Herrera moest echter afzeggen vanwege verplichtingen in eigen land.
Op 7 juni 1967 nam Real Madrid het in een uitverkocht Estadio Santiago Bernabéu alsnog op tegen de nieuwe Europacup I-winnaar, omdat Celtic tot veler verrassing La Grande Inter had verslagen met 2-1. Tijdens de afscheidswedstrijd – waarin de Madrilenen blauwe broeken droegen om voldoende af te steken tegen het Celtic-tenue – toonden beide ploegen veel meer inzet dan bij een afscheidsduel gebruikelijk was. Ondanks het aanvallende spel van Real Madrid wonnen de Schotten het prestigeduel door een doelpunt van Bobby Lennox. De inmiddels 41-jarige Di Stéfano speelde alleen de eerste 14 minuten van het duel. Ramón Grosso was zijn vervanger.

### Wedstrijden en doelpunten
| Seizoen             | Club                | Competitie              | Competitie | Competitie | Beker                         | Beker | Beker | Internationaal                       | Internationaal | Internationaal | Totaal | Totaal |
| Seizoen             | Club                | Comp.                   | Wed.       | Dlp.       | Comp.                         | Wed.  | Dlp.  | Comp.                                | Wed.           | Dlp.           | Wed.   | Dlp.   |
| ------------------- | ------------------- | ----------------------- | ---------- | ---------- | ----------------------------- | ----- | ----- | ------------------------------------ | -------------- | -------------- | ------ | ------ |
| 1945                | River Plate         | Primera División        | 1          | 0          |                               | -     | -     |                                      | -              | -              | 1      | 0      |
| 1946                | Huracán             | Primera División        | 25         | 10         | Copa de Competencia Británica | 2     | 0     |                                      | -              | -              | 27     | 10     |
| 1947                | River Plate         | Primera División        | 30         | 27         |                               | -     | -     | Copa Aldao                           | 2              | 1              | 32     | 28     |
| 1948                | River Plate         | Primera División        | 23         | 13         | Copa de Competencia Británica | 1     | 1     | Campeonato Sudamericano              | 6              | 4              | 30     | 18     |
| 1949                | River Plate         | Primera División        | 12         | 9          |                               | -     | -     |                                      | -              | -              | 12     | 9      |
| Totaal River Plate  | Totaal River Plate  | Totaal River Plate      | 66         | 49         |                               | 1     | 1     |                                      | 8              | 5              | 75     | 55     |
| 1949                | Millionarios        | Campeonato Professional | 14         | 16         |                               | -     | -     |                                      | -              | -              | 14     | 16     |
| 1950                | Millionarios        | Campeonato Professional | 29         | 23         | Copa Colombia                 | 2     | 1     |                                      | -              | -              | 31     | 24     |
| 1951                | Millionarios        | Campeonato Professional | 34         | 32         | Copa Colombia                 | ?     | ?     |                                      | -              | -              | 34+    | 32+    |
| 1952                | Millionarios        | Campeonato Professional | 24         | 19         | Copa Colombia                 | ?     | ?     |                                      | -              | -              | 24+    | 19+    |
| Totaal Millionarios | Totaal Millionarios | Totaal Millionarios     | 101        | 90         |                               | 10    | 6     |                                      | -              | -              | 111    | 96     |
| 1953/54             | Real Madrid         | Primera División        | 28         | 27         | Copa Generalísimo             | 0     | 0     |                                      | -              | -              | 28     | 27     |
| 1954/55             | Real Madrid         | Primera División        | 30         | 25         | Copa Generalísimo             | 0     | 0     | Copa Latina                          | 2              | 0              | 32     | 25     |
| 1955/56             | Real Madrid         | Primera División        | 30         | 24         | Copa Generalísimo             | 0     | 0     | Europacup I                          | 7              | 5              | 37     | 29     |
| 1956/57             | Real Madrid         | Primera División        | 30         | 31         | Copa Generalísimo             | 3     | 3     | Europacup I + Copa Latina            | 8+2            | 7+2            | 43     | 43     |
| 1957/58             | Real Madrid         | Primera División        | 30         | 19         | Copa Generalísimo             | 7     | 7     | Europacup I                          | 7              | 10             | 44     | 36     |
| 1958/59             | Real Madrid         | Primera División        | 28         | 23         | Copa Generalísimo             | 8     | 5     | Europacup I                          | 7              | 6              | 43     | 34     |
| 1959/60             | Real Madrid         | Primera División        | 23         | 12         | Copa Generalísimo             | 5     | 3     | Europacup I                          | 6              | 8              | 34     | 23     |
| 1960/61             | Real Madrid         | Primera División        | 23         | 21         | Copa Generalísimo             | 9     | 8     | Europacup I + Wereldbeker voor clubs | 2+2            | 0+1            | 36     | 30     |
| 1961/62             | Real Madrid         | Primera División        | 23         | 11         | Copa Generalísimo             | 8     | 4     | Europacup I                          | 10             | 7              | 41     | 22     |
| 1962/63             | Real Madrid         | Primera División        | 13         | 12         | Copa Generalísimo             | 9     | 9     | Europacup I                          | 2              | 1              | 24     | 22     |
| 1963/64             | Real Madrid         | Primera División        | 24         | 11         | Copa Generalísimo             | 1     | 1     | Europacup I                          | 9              | 5              | 34     | 17     |
| Totaal Real Madrid  | Totaal Real Madrid  | Totaal Real Madrid      | 282        | 216        |                               | 50    | 40    |                                      | 64             | 52             | 396    | 308    |
| 1964/65             | Español             | Primera División        | 24         | 7          | Copa Generalísimo             | 3     | 2     |                                      | -              | -              | 27     | 9      |
| 1965/66             | Español             | Primera División        | 23         | 4          | Copa Generalísimo             | 4     | 1     | Jaarbeursstedenbeker                 | 6              | 0              | 33     | 5      |
| Totaal Español      | Totaal Español      | Totaal Español          | 47         | 11         |                               | 7     | 3     |                                      | 6              | 0              | 60     | 14     |
| Totaal              | Totaal              | Totaal                  | 521        | 376        |                               | 70    | 50    |                                      | 78             | 57             | 669    | 483    |

## Interlandcarrière
Di Stéfano kwam gedurende zijn interlandcarrière uit voor drie landen: Argentinië, Colombia en Spanje. Hoewel de geboren Argentijn een langdurige loopbaan kende en verschillende nationale elftallen vertegenwoordigde, kwam hij nooit in actie op een WK voetbal. Door een combinatie van politiek, speelgerechtigdheid en blessures kwam zijn droom nooit uit. Zijn afwezigheid ontlokte bij Just Fontaine de uitspraak: "Als Di Stéfano op een WK had gespeeld, was hij erkend als de witte Pelé".
| Interlands van Alfredo Di Stéfano voor Argentinië en Spanje | Interlands van Alfredo Di Stéfano voor Argentinië en Spanje | Interlands van Alfredo Di Stéfano voor Argentinië en Spanje | Interlands van Alfredo Di Stéfano voor Argentinië en Spanje | Interlands van Alfredo Di Stéfano voor Argentinië en Spanje | Interlands van Alfredo Di Stéfano voor Argentinië en Spanje |
| №                                                           | Datum                                                       | Wedstrijd                                                   | Uitslag                                                     | Competitie                                                  | Goals                                                       |
| Als speler van River Plate                                  | Als speler van River Plate                                  | Als speler van River Plate                                  | Als speler van River Plate                                  | Als speler van River Plate                                  | Als speler van River Plate                                  |
| ----------------------------------------------------------- | ----------------------------------------------------------- | ----------------------------------------------------------- | ----------------------------------------------------------- | ----------------------------------------------------------- | ----------------------------------------------------------- |
| 1                                                           | 4 december 1947                                             | Argentinië – Bolivia                                        | 7 – 0                                                       | Copa América 1947                                           | 1                                                           |
| 2                                                           | 11 december 1947                                            | Argentinië – Peru                                           | 3 – 2                                                       | Copa América 1947                                           | 1                                                           |
| 3                                                           | 16 december 1947                                            | Argentinië – Chili                                          | 1 – 1                                                       | Copa América 1947                                           | 1                                                           |
| 4                                                           | 18 december 1947                                            | Argentinië – Colombia                                       | 6 – 0                                                       | Copa América 1947                                           | 3                                                           |
| 5                                                           | 25 december 1947                                            | Argentinië – Ecuador                                        | 2 – 0                                                       | Copa América 1947                                           | 0                                                           |
| 6                                                           | 28 december 1947                                            | Argentinië – Uruguay                                        | 3 – 1                                                       | Copa América 1947                                           | 0                                                           |
| Als speler van Real Madrid                                  |                                                             |                                                             |                                                             |                                                             |                                                             |
| 1                                                           | 30 januari 1957                                             | Spanje – Nederland                                          | 5 – 1                                                       | Vriendschappelijk                                           | 3                                                           |
| 2                                                           | 10 maart 1957                                               | Spanje – Zwitserland                                        | 2 – 2                                                       | Kwalificatie WK 1958                                        | 0                                                           |
| 3                                                           | 31 maart 1957                                               | België – Spanje                                             | 0 – 5                                                       | Vriendschappelijk                                           | 2                                                           |
| 4                                                           | 8 mei 1957                                                  | Schotland – Spanje                                          | 4 – 2                                                       | Kwalificatie WK 1958                                        | 0                                                           |
| 5                                                           | 26 mei 1957                                                 | Spanje – Schotland                                          | 4 – 1                                                       | Kwalificatie WK 1958                                        | 0                                                           |
| 6                                                           | 6 november 1957                                             | Spanje – Turkije                                            | 3 – 0                                                       | Vriendschappelijk                                           | 0                                                           |
| 7                                                           | 24 november 1957                                            | Zwitserland – Spanje                                        | 1 – 4                                                       | Kwalificatie WK 1958                                        | 2                                                           |
| 8                                                           | 13 maart 1958                                               | Frankrijk – Spanje                                          | 2 – 2                                                       | Vriendschappelijk                                           | 0                                                           |
| 9                                                           | 19 maart 1958                                               | West-Duitsland – Spanje                                     | 2 – 0                                                       | Vriendschappelijk                                           | 0                                                           |
| 10                                                          | 13 april 1958                                               | Spanje – Portugal                                           | 1 – 0                                                       | Vriendschappelijk                                           | 1                                                           |
| 11                                                          | 15 oktober 1958                                             | Spanje – Noord-Ierland                                      | 6 – 2                                                       | Vriendschappelijk                                           | 0                                                           |
| 12                                                          | 28 februari 1959                                            | Italië – Spanje                                             | 1 – 1                                                       | Vriendschappelijk                                           | 1                                                           |
| 13                                                          | 28 juni 1959                                                | Polen – Spanje                                              | 2 – 4                                                       | Kwalificatie EK 1960                                        | 2                                                           |
| 14                                                          | 14 oktober 1959                                             | Spanje – Polen                                              | 3 – 0                                                       | Kwalificatie EK 1960                                        | 1                                                           |
| 15                                                          | 22 november 1959                                            | Spanje – Oostenrijk                                         | 6 – 3                                                       | Vriendschappelijk                                           | 2                                                           |
| 16                                                          | 17 december 1959                                            | Frankrijk – Spanje                                          | 4 – 3                                                       | Vriendschappelijk                                           | 1                                                           |
| 17                                                          | 13 maart 1960                                               | Spanje – Italië                                             | 3 – 1                                                       | Vriendschappelijk                                           | 1                                                           |
| 18                                                          | 15 mei 1960                                                 | Spanje – Engeland                                           | 3 – 0                                                       | Vriendschappelijk                                           | 0                                                           |
| 19                                                          | 10 juli 1960                                                | Peru – Spanje                                               | 1 – 3                                                       | Vriendschappelijk                                           | 1                                                           |
| 20                                                          | 14 juli 1960                                                | Chili – Spanje                                              | 0 – 4                                                       | Vriendschappelijk                                           | 2                                                           |
| 21                                                          | 17 juli 1960                                                | Chili – Spanje                                              | 1 – 4                                                       | Vriendschappelijk                                           | 2                                                           |
| 22                                                          | 24 juli 1960                                                | Argentinië – Spanje                                         | 2 – 0                                                       | Vriendschappelijk                                           | 0                                                           |
| 23                                                          | 26 oktober 1960                                             | Engeland – Spanje                                           | 4 – 2                                                       | Vriendschappelijk                                           | 0                                                           |
| 24                                                          | 30 oktober 1960                                             | Oostenrijk – Spanje                                         | 3 – 0                                                       | Vriendschappelijk                                           | 0                                                           |
| 25                                                          | 2 april 1961                                                | Spanje – Frankrijk                                          | 2 – 0                                                       | Vriendschappelijk                                           | 0                                                           |
| 26                                                          | 19 april 1961                                               | Wales – Spanje                                              | 1 – 2                                                       | Kwalificatie WK 1962                                        | 1                                                           |
| 27                                                          | 18 mei 1961                                                 | Spanje – Wales                                              | 1 – 1                                                       | Kwalificatie WK 1962                                        | 0                                                           |
| 28                                                          | 11 juni 1961                                                | Spanje – Argentinië                                         | 2 – 0                                                       | Vriendschappelijk                                           | 1                                                           |
| 29                                                          | 12 november 1961                                            | Marokko – Spanje                                            | 0 – 1                                                       | Kwalificatie WK 1962                                        | 0                                                           |
| 30                                                          | 23 november 1961                                            | Spanje – Marokko                                            | 3 – 2                                                       | Kwalificatie WK 1962                                        | 1                                                           |
| 31                                                          | 10 december 1961                                            | Frankrijk – Spanje                                          | 1 – 1                                                       | Vriendschappelijk                                           | 0                                                           |

### Argentinië (1947)

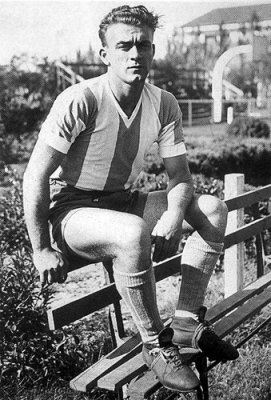
Di Stéfano in het tricot van het Argentijnse elftal

In 1947 werd Di Stéfano door bondscoach Guillermo Stábile voor de enige maal opgeroepen voor het Argentijnse elftal. Met La Albiceleste reisde hij af naar Ecuador om deel te nemen aan de Copa América. In die periode stond er geen maat op Argentinië; het land won in de jaren 1940 vier van de vijf Copa América-edities waaraan het deelnam. Hoewel Di Stéfano in 1947 topscorer was geworden van de Argentijnse competitie kreeg René Pontoni van San Lorenzo aanvankelijk de voorkeur als centrumspits. Na een invalbeurt tijdens het tweede groepsduel tegen Bolivia was Di Stéfano zeker van een plaats in het elftal. Met zes doelpunten in evenveel optredens leverde hij een belangrijke bijdrage aan de titelwinst van Argentinië. Achteraf bleek het toernooi het begin en einde te zijn van Di Stéfano's interlandloopbaan voor Argentinië. Hij werd later nooit meer opgeroepen door bondscoaches, onder meer omdat de Argentijnse voetbalbond eiste dat alle internationals onder contract moesten staan bij een Argentijnse club.

### Colombia (1949–1950)
In 1949 vertrok Di Stéfano naar Colombia. Daar stelde de spits zich beschikbaar voor het Colombiaanse voetbalelftal. Overigens bestond dit team niet uit alleen Colombianen, maar was het een samenstelling van de beste spelers uit de Dimayor-competitie. Samen met Héctor Rial en Charlie Mitten van Santa Fe speelde Di Stéfano onder meer een interland tegen een gelegenheidsteam uit Uruguay. Bij de Uruguayanen speelden enkele internationals mee die drie weken eerder wereldkampioen waren geworden. Di Stéfano en Rial scoorden beiden een doelpunt waardoor de Colombianen het duel met 2-1 wonnen. Di Stéfano was onder de indruk geraakt van Mitten en Real Madrid zou na het sluiten van het Pacto de Lima een poging ondernemen om, naast Rial, ook de oud-speler van Manchester United over te nemen. Deze poging mislukte omdat Mitten's vrouw last had van heimwee. Di Stéfano zou hierover later zeggen: Ah, Mitten, numero uno. Als we hem hadden gehad, hadden we Francisco Gento nooit nodig gehad. Gento was snel, maar Mitten was slimmer. De vier interlands die Di Stéfano voor Colombia speelde werden niet officieel erkend door de FIFA vanwege de opgelegde sancties tegen de Colombiaanse competitie.
De kansen van Di Stéfano om deel te nemen aan de WK's van 1950 en 1954 kwamen intussen niet van de grond. Colombia trok zich terug van deelname in 1950 en vier jaar later mocht het land niet aanwezig zijn vanwege FIFA-restricties. Bovendien schreven de FIFA-reglementen destijds voor dat Di Stéfano niet meer mocht voetballen namens Argentinië omdat hij inmiddels van voetbalnationaliteit was gewisseld. Indien Di Stéfano wel speelgerechtigd was geweest had hem dit niet verder geholpen omdat Argentinië zich eveneens terugtrok van deelname aan het WK in 1950, na een conflict met de voetbalbond van gastland Brazilië. In 1954 weigerde het land opnieuw deelname.

### Spanje (1957–1961)

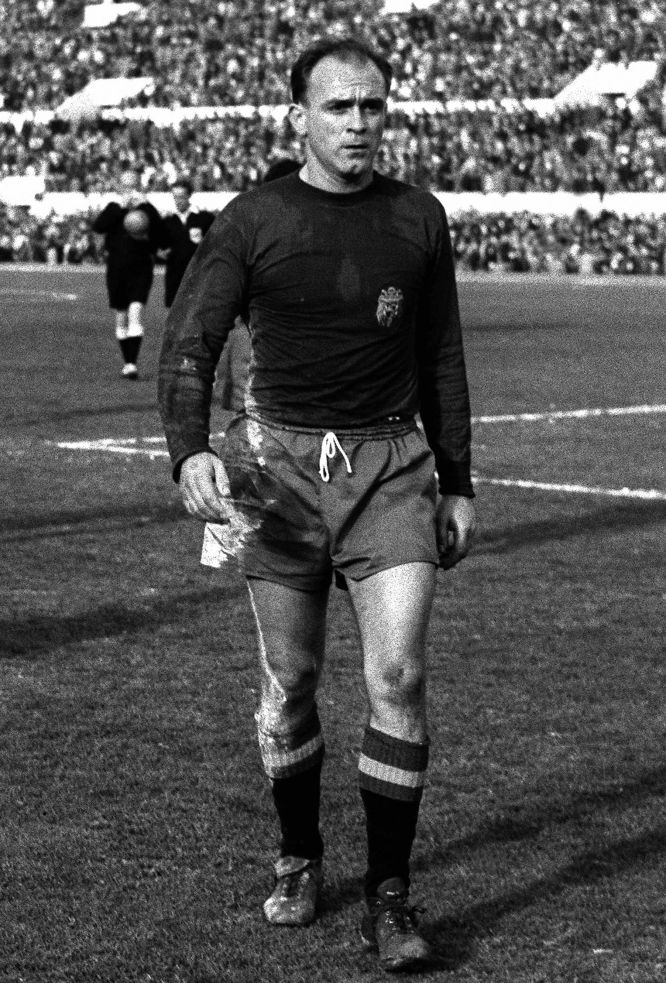
Di Stéfano na een interland tussen Italië en Spanje (1-1) in 1959

De situatie leek zichzelf op te lossen toen Di Stéfano voor Real Madrid tekende en in oktober 1956 de Spaanse nationaliteit aannam. Zijn debuut voor het Spaanse elftal volgde op 30 januari 1957 in een vriendschappelijke thuiswedstrijd tegen Nederland. Tijdens de best bezochte interland van Oranje ooit (105.000 toeschouwers) scoorde de 30-jarige debutant een hattrick (5-1 winst). Het Spaanse elftal dat naast de genaturaliseerde Di Stéfano over sterspelers als László Kubala, Luis Suárez en Paco Gento beschikte, kon zich voor het WK in 1958 kwalificeren door af te rekenen met Schotland en voetbaldwerg Zwitserland. Ondanks al de bekende namen begon Spanje matig aan zijn kwalificatie. Het speelde met 2-2 gelijk tegen Zwitserland en leed een 4-2 nederlaag in Schotland. De returnwedstrijden werden beide met 4-1 gewonnen, maar omdat Schotland tweemaal Zwitserland versloeg mochten zij afreizen naar het WK en bleef Spanje thuis. In hetzelfde jaar maakte Di Stéfano naar eigen zeggen de mooiste goal uit zijn carrière. Het doelpunt viel tijdens een vriendschappelijk duel tegen België na een scorpionkick. Omdat de wedstrijd niet werd geregistreerd door tv-camera's bestaan er geen bewegende beelden van het moment. In 2016 werd het doelpunt wel digitaal gereconstrueerd op basis van fotomateriaal en een beschrijving van oud-medespeler Luis Suárez.
In 1960 liep Di Stéfano ook deelname aan het eerste EK voetbal mis. Tijdens de kwalificatie voor het toernooi moest Spanje het in de kwartfinale opnemen tegen de Sovjet-Unie. Vanwege de angst voor het Spaanse communisme – de tegenstander van dictator Franco tijdens de Spaanse Burgeroorlog – en de rol die de Sovjet-Unie speelde tijdens de Koude Oorlog mocht het nationale elftal om politieke redenen niet afreizen naar Moskou. De UEFA probeerde tevergeefs met een oplossing te komen, maar zag geen andere mogelijkheid dan de Sovjet-Unie met een walk-over naar de halve finale te laten gaan.
Voor het WK in 1962 kwalificeerde Spanje zich wel, mede dankzij twee doelpunten van Di Stéfano in de kwalificatiewedstrijden tegen Wales en Marokko. Hoewel het land zich onder leiding van bondscoach Pedro Escartín had geplaatst, ging hij niet mee naar het WK. Voor zijn opvolger liet Escartín een technisch rapport achter met een beoordeling van iedere speler uit de Spaanse selectie. Over de 35-jarige Di Stéfano schreef hij eind 1961: 

Als deze speler, die aan het einde van het seizoen kapot is, profiteert van de vijf weken voor het WK, is hij nog steeds van essentieel belang en met afstand de beste van allemaal. Hij kan geen drie wedstrijden in acht dagen spelen. Maar twee wel. Hij is degene die de meeste verantwoordelijkheid voelt, althans een van hen. En hij doet zijn best. Hij heeft snelheid verloren, dat is logisch; maar zijn intuïtie voor het doel, de manier waarop hij verbindt en presteert, maken hem onvervangbaar.

 De nieuwe bondscoach Helenio Herrera nam Di Stéfano mee naar gastland Chili, ondanks een rugblessure die hij kort daarvoor had opgelopen in een oefenwedstrijd tegen VfL Osnabrück. De spits raakte niet op tijd fit en moest de drie WK-duels van Spanje aan zich voorbij laten gaan. Di Stéfano bleef daardoor op 31 interlands steken waarin hij 23 doelpunten maakte. Met dit aantal was hij decennialang topscorer van het Spaanse elftal, totdat Butragueño hem in 1990 achterhaalde (26 doelpunten). Later kwam het record in handen van Raúl (44 doelpunten) en David Villa (59 doelpunten).

## Andere elftallen

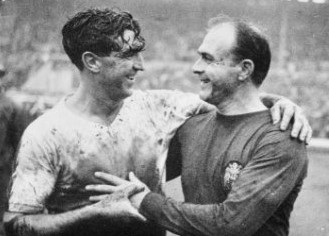
Di Stéfano in actie voor het FIFA-wereldelftal tegen Engeland

In de jaren 1950 en 1960 was het gebruikelijk dat vooraanstaande voetballers ook lokale clubs of gelegenheidselftallen ondersteunden. Daartoe hadden zij meer vrijheid in een tijdperk zonder reclame, tv-rechten of sponsornamen op shirts. Ook de minder volle speelschema's maakten meer vriendschappelijke wedstrijden mogelijk. Di Stéfano nam voordat hij bij Real Madrid in dienst trad onder meer deel aan drie wedstrijden van de Argentijnse amateurclub Midland. Eenmaal in dienst van Real Madrid kwam hij, ondanks de onderdrukking van de Catalaanse cultuur door het Franco-regime, in actie voor het Catalaans voetbalelftal. In een ploeg die gevuld was met voetballers van FC Barcelona en Español verscheen hij op 26 januari 1955 als gastspeler binnen de lijnen tegen het Italiaanse Bologna. Di Stéfano nam een doelpunt voor zijn rekening in de 6-2 overwinning van de Catalanen. Ook droeg hij het shirt van Atlético Madrid bij een erewedstrijd voor Adrián Escudero en die van Deportivo La Coruña bij de afscheidswedstrijd van Julián Cuenca. Door zijn vriendschappelijke band met trainer Juan Carlos Lorenzo speelde Di Stéfano op 14 augustus 1959 mee met RCD Mallorca om de nieuwe lichtmasten van het stadion in te huldigen. Op 30 augustus 1961 kwam Di Stéfano samen met Puskás in actie namens FC Barcelona tijdens de afscheidswedstrijd van Kubala.
Tegen het einde van zijn carrière ontving Di Stéfano de eervolle uitnodiging om deel uit te maken van het FIFA-wereldelftal. Op 23 oktober 1963 vertegenwoordigde hij als aanvoerder de sterrenploeg in een wedstrijd tegen Engeland (2-1 verlies) ter ere van het 100-jarige bestaan van de Engelse voetbalbond. Di Stéfano was toen al 37 jaar oud. Op 28 april 1965 nam Di Stéfano samen met andere voetbalsterren afscheid van de inmiddels 50-jarige Stanley Matthews. In de uitzwaaiwedstrijd, die door 112 miljoen mensen op radio en tv werd gevolgd, speelde hij mee aan de zijde van International XI (6-4 winst).

## Trainerscarrière

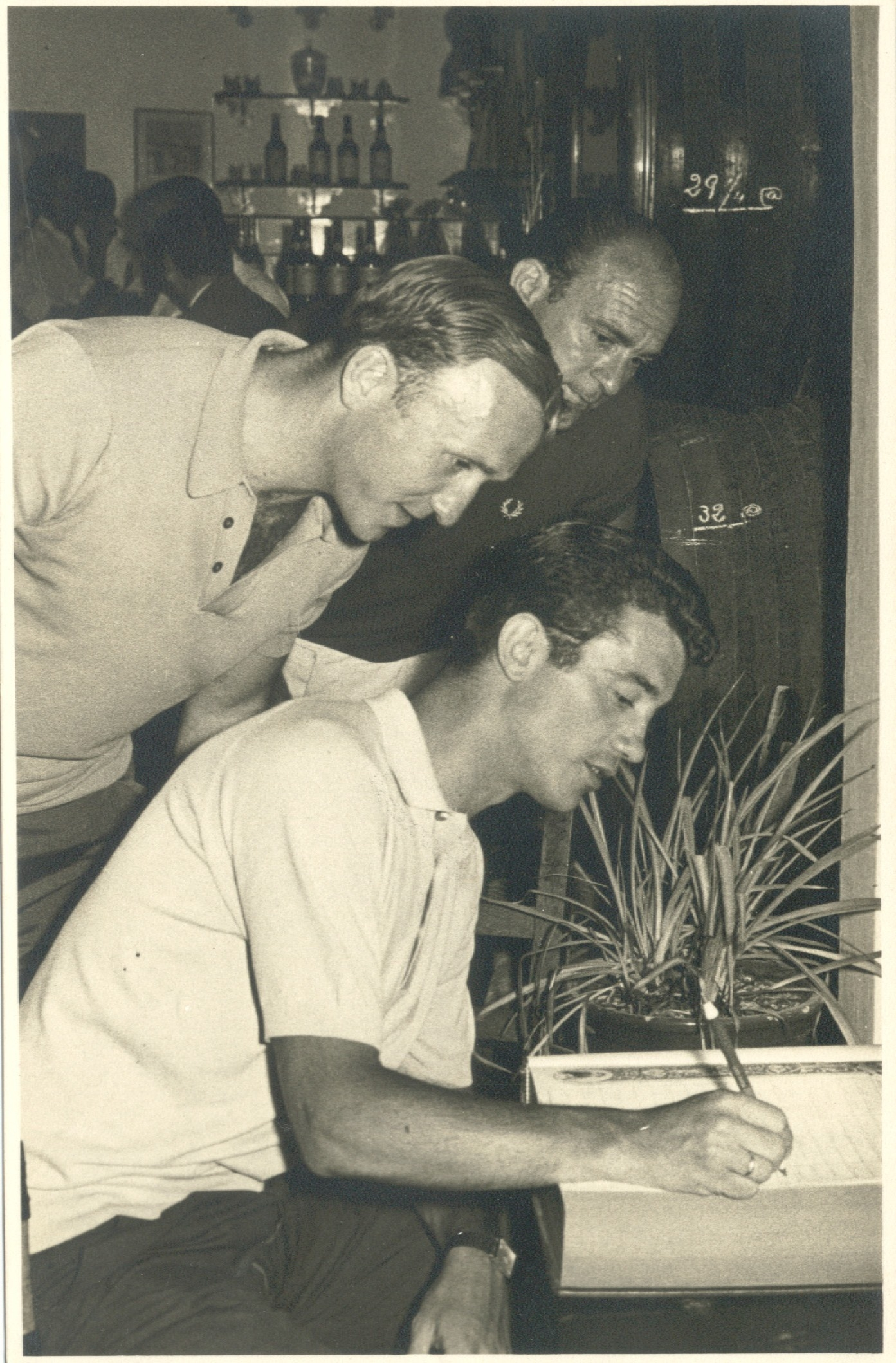
Di Stéfano met Real-collega's Isidro en Santamaría in 1963

Na zijn spelerscarrière stortte Di Stéfano zich op een zakelijk avontuur. Samen met zijn voormalige ploeggenoten Isidro en Santamaría investeerde hij in een grote kippenboerderij vlak bij Torrejón de Ardoz. Op een terrein van 20.000 vierkante meter hielden zij 7000 kippen voor de fokkerij en eierproductie. Ook bezat Di Stéfano verschillende cafetaria's in Argentinië, waarmee hij zich ontpopte tot een succesvol zakenman. Voetbalclubs zaten echter niet stil. Di Stéfano ontving na de beëindiging van zijn spelerscarrière talloze aanbiedingen om trainer te worden, maar sloeg deze allemaal af. De oud-speler wilde zijn tijd vrijmaken voor het promoten van mini-voetbal: het opleiden van pupillen in teams van zes spelers op een klein veld van 34 bij 20 meter. Het zou de ideale manier zijn om de algehele kwaliteit van het Spaanse voetbal te verbeteren. Toen bleek dat dit initiatief niet van de grond kwam door geldgebrek erkende Di Stéfano zijn verlies. Hij bood zich aan als trainer, nadat hij jaren eerder al als nummer één was geslaagd voor de Spaanse trainerscursus. Het werk op de boerderij liet hij aan zijn personeel over.

### Elche (1967–1968)
De Spaanse middenmoter Elche bleek het meest slagvaardig in de strijd om de handtekening van Di Stéfano. De eersteklasser kondigde op 18 mei 1967 zijn aanstelling als trainer aan. In ruil voor zijn diensten ontving hij een vergoeding van drie miljoen gulden. Di Stéfano haalde met Fernand Goyvaerts meteen een versterking binnen. De Belgische spits kwam door blessureleed niet veel aan spelen toe bij zijn vorige werkgevers FC Barcelona en Real Madrid.
Het verblijf van Di Stéfano bij Elche was maar van korte duur. Op 10 januari 1968 werd hij vanwege zijn slechte prestaties ontslagen, na slechts drie overwinningen te hebben behaald in 15 competitiewedstrijden. Di Stéfano noemde het de grootste nederlaag van zijn leven. Meteen na zijn ontslag nam hij vakantie en was het onduidelijk of hij zijn trainersloopbaan elders zou vervolgen.

### Boca Juniors (1968–1969)

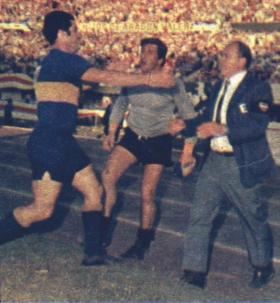
Na afloop van de Superclásico tegen River Plate viert Boca het landskampioenschap van 1969

Di Stéfano keerde in juli 1968 terug naar zijn geboorteland Argentinië en ging daar aan de slag als leidinggevende van de trainers van Boca Juniors. Daarnaast werkte hij korte tijd voor de club als technisch secretaris. Daarbij was het zijn taak om in 1969 het voetbaltoernooi Copa de Oro in Mar del Plata te organiseren. Di Stéfano wilde ook Ajax uitnodigen om deel te nemen, maar die waren verhinderd vanwege competitieverplichtingen.
Met ingang van 1969 werd Di Stéfano hoofdtrainer van Boca Juniors. In het Metropolitano-toernooi ging hij van start met een sterk defensief elftal waarmee hij Groep A won. Om de finale van het toernooi te bereiken moest Boca Juniors in de halve finale afrekenen met aartsrivaal River Plate, die als nummer twee van Groep B was geëindigd. Toen deze wedstrijd door een 0-0 gelijkspel onbeslist bleef, mocht River Plate door naar de finale omdat het in de competitie een beter doelsaldo had dan Boca Juniors, hoewel het verschil slechts één doelpunt bedroeg. Di Stéfano trok zijn lessen uit het Metropolitano-toernooi en voerde enkele wijzigingen door in zijn elftal in aanloop naar het Nacional-toernooi. Hij liet het team aanvallender spelen en gaf wisselspelers Ponce en Peña een vaste plaats in het basiselftal. Mede door de tactische wijzigingen kroonde Boca Juniors zich op de laatste speeldag tot Argentijns kampioen door in El Monumental met 2-2 gelijk te spelen tegen River Plate. Daarnaast won Boca Juniors dat jaar de eerste editie van de Copa Argentina door in een dubbele finale af te rekenen met Atlanta.

### Valencia (1970–1974)
In 1970 keerde Di Stéfano op verzoek van zijn familie terug naar Spanje. Al snel toonde het Portugese Benfica interesse in de voormalige spits, maar zij kozen voor de Engelsman Hagan als opvolger van de ontslagen Otto Glória. Kort daarna bood Valencia hem een baan aan en trad Di Stéfano in dienst als trainer en technisch directeur. Bij de club uit de sinaasappelstad kende hij meteen succes. Di Stéfano liet de aanvallende principes van Valencia los en formeerde een solide verdedigend elftal met doelman Abelardo als uitblinker. De keeper ontving in de loop van de competitie de minste tegendoelpunten waarmee hij een belangrijke bijdrage leverde aan het behalen van de vierde landstitel in de clubhistorie. Nederlandse media schreven het eerste kampioenschap voor Valencia sinds 1947 voornamelijk toe aan de komst van Di Stéfano.
Een jaar later wist Valencia zijn titel bijna te prolongeren, maar eindigde het nipt als tweede achter Real Madrid. Di Stéfano leidde Valencia eveneens naar twee Spaanse bekerfinales, maar in 1971 verloor zijn ploeg van Barcelona (4-3) en in 1972 van Atlético Madrid (2-1). De twee daaropvolgende seizoenen ging het geleidelijk bergafwaarts. Nadat Valencia in 1974 op de tiende plaats van de ranglijst eindigde, besloot Di Stéfano uit eigen beweging op te stappen.

### Sporting Lissabon (1974)
In de zomer van 1974 was Di Stéfano korte tijd werkzaam bij Sporting Lissabon. Hij kwam in contact met de club via zijn landgenoot en Sporting-topscorer Héctor Yazalde, die hij tegen het lijf liep terwijl hij op vakantie was in Benidorm. Yazalde trad op als tussenpersoon en regelde een gesprek met Sporting-president Joao Rocha. Di Stéfano startte in augustus 1974 met de voorbereiding op het nieuwe seizoen, maar die verliep niet volgens verwachting. Als regerend landskampioen en bekerwinnaar won Sporting Lissabon in Brazilië, Spanje en op eigen bodem maar een van haar zes oefenduels. Het dieptepunt in de reeks vormde de 6-0 nederlaag tegen Cruzeiro. Geruchten over de slechte relatie tussen de spelers en coach begonnen vervolgens aan kracht te winnen. Yazalde verdedigde zijn nieuwe trainer nog wel maar zonder resultaat. Nog voordat het seizoen officieel was begonnen en de handtekening van Di Stéfano onder het contract stond werd hij ontslagen.

### Rayo Vallecano (1975–1976)
Na een jaar niet actief te zijn geweest als trainer trad Di Stéfano in de zomer van 1975 in dienst bij Rayo Vallecano. Het avontuur bij de Segunda División-club uit Madrid groeide niet uit tot een succes. In februari 1976 moest Di Stéfano alweer vertrekken na een meningsverschil met de clubvoorzitter.

### Castellón (1976–1977)
Na zijn afscheid bij Rayo Vallecano bleef Di Stefano actief in de Segunda División. In het seizoen 1976/77 zat hij een jaar op de bank bij Castellón. Met de club uit Valencia behaalde hij een veertiende plaats in de competitie. Achteraf noemde Di Stéfano zijn periode bij Castellón niets spectaculairs.
Na zijn verblijf bij Castellón wachtte Di Stéfano op aanbiedingen van andere Spaanse clubs. Daarbij gaf hij de voorkeur aan een club uit de hoogste klasse. Di Stéfano voelde er weinig voor om in een lagere divisie te starten en zich vanuit daar op te werken naar de hoogste afdeling. Er bleek echter niet veel interesse te bestaan. In december 1977 ontving de oefenmeester wel twee aanbiedingen van zijn voormalige club Millonarios en het Argentijnse Racing Club, maar deze moest Di Stéfano beide afslaan omdat hij intussen een exclusief contract had gesloten met de Venezolaanse televisie om het WK voetbal in Argentinië te verslaan.

### Valencia (1979–1980)
In 1979 meldde Valencia zich voor de tweede maal bij Di Stéfano. Los Che had tegen het einde van het vorige seizoen haar trainer Marcel Domingo ontslagen omdat die te weinig rendement haalde uit de gedane miljoenenaankopen. Ondanks de aanwezigheid van vedetten als Mario Kempes, Rainer Bonhof en Daniel Solsona was de club op een plek in de middenmoot geëindigd. Valencia had wel ten koste van Real Madrid de Copa del Rey gewonnen zodat Di Stéfano in zijn tweede termijn bij de club mocht deelnemen aan de Europacup II. In dit bekertoernooi voor bekerwinnaars bleek de club uitermate succesvol, vooral dankzij de makkelijk scorende Kempes. Di Stéfano was op het WK van 1978 in gastland Argentinië al onder de indruk geraakt van de spits: 

Mario Kempes speelt een verbluffend goed wereldtoernooi. Wanneer ik deze speler met mezelf vergelijk, dan moet ik stellen dat ik hem een betere voetballer vind dan mijzelf in mijn beste jaren. Kempes is een geweldige allrounder.

Door onder meer tweemaal af te rekenen met rivaal FC Barcelona (1-0 en 4-3) bereikte Valencia de finale van de Europacup II. Daarin moesten de Spanjaarden het opnemen tegen Arsenal. Tijdens het duel bleken de Engelsen het meest strijdvaardig, in tegenstelling tot het behoudend spelende Valencia. Toen het na 30 minuten verlenging nog steeds 0-0 stond, moesten voor de eerste maal in de historie van de Europacup II penalty's de beslissing brengen. Hierbij had Valencia meer succes dan Arsenal (5-4) waardoor de beker meeging naar Spanje. Ondanks dit internationale succes besloot de clubleiding het eenjarige contract van Di Stéfano aan het einde van het seizoen niet te verlengen. Naar verluidt was men niet tevreden met de behaalde zesde plaats in de Primera División.

### River Plate (1981–1982)

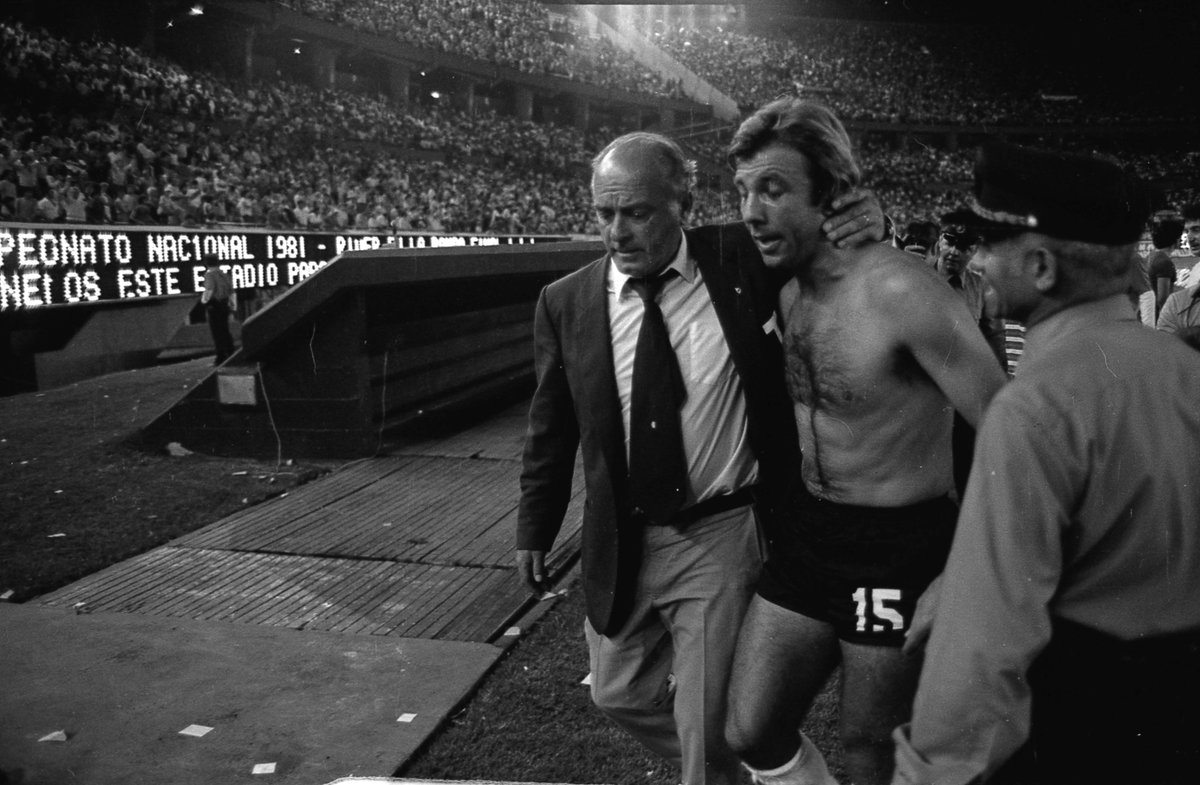
Di Stéfano als trainer van River Plate

Na zijn tweede termijn bij Valencia keerde Di Stéfano in 1981 terug naar Argentinië om leiding te geven aan River Plate. Bij de club waar hij ook als speler had gevoetbald, kreeg hij de beschikking over een sterrenelftal. Naast de internationals Ramón Díaz en Eduardo Saporiti kreeg hij ook de beschikking over zes WK-winnaars: Ubaldo Fillol, Daniel Passarella, Alberto Tarantini, Norberto Alonso, Américo Gallego en de van Valencia overgekomen Mario Kempes. Het was overigens geen toeval dat al deze voetballers bij één club speelden. De Argentijnse voetbalbond had geëist dat internationals waarvan verwacht werd dat zij in actie zouden komen op het WK voetbal van 1982 onder contract moesten staan bij een Argentijnse club, hoewel voor enkelen een uitzondering werd gemaakt. Clubs moesten daarnaast hun internationals verplicht drie of vier dagen per week afstaan aan het nationale elftal, zodat ze konden trainen onder leiding van bondscoach César Luis Menotti.
De verwachting bestond dat River Plate in 1981 alle prijzen zou pakken, gelet op de aanwezige kwaliteit. Toch blonken de sterspelers zelden uit vanwege hun individuele klasse. De verplichte trainingen voor het nationale elftal zorgden voor een ongewenste verstoring van buitenaf. Ook kwam Di Stéfano in conflict met clublegende Alonso. In de Copa Libertadores werd River Plate al snel uitgeschakeld. Daarnaast moest het toekijken hoe voormalig transferdoelwit Diego Maradona zijn nieuwe ploeg Boca Juniors naar de titel leidde in het Metropolitano-toernooi. Toch behaalde Di Stéfano met River Plate zijn derde Argentijnse prijs als trainer door het Nacional-toernooi te winnen. In de dubbele finale tegen Ferro Carril Oeste won zijn club tweemaal met 1-0 door doelpunten van Olarticoechea en Kempes. Met deze prestatie is Di Stéfano de enige trainer die zowel met Boca Juniors als River Plate het landskampioenschap heeft gevierd. Toen een jaar later in Argentinië de Falklandoorlog uitbrak, keerde Di Stéfano halverwege het seizoen terug naar Spanje om zijn opgroeiende kinderen een veiligere omgeving te bieden.

### Real Madrid (1982–1984)

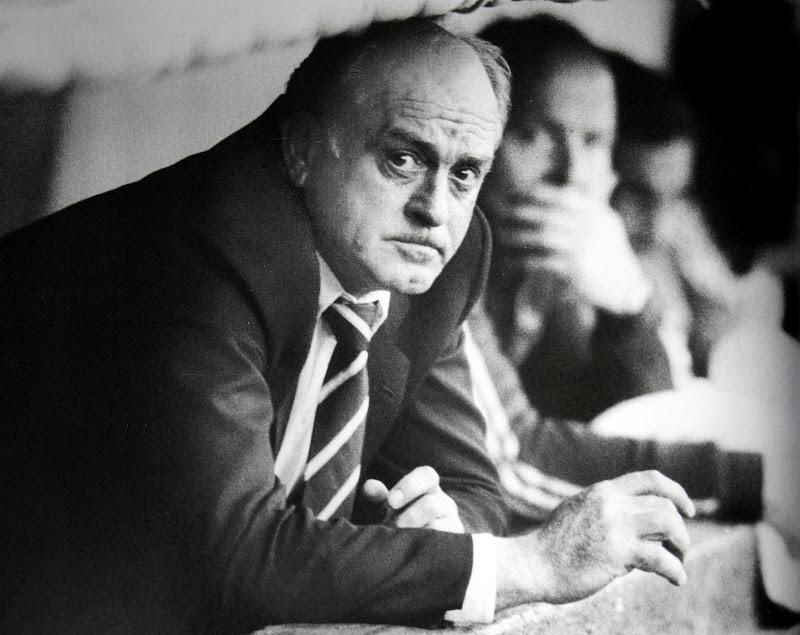
Di Stéfano op de laatste speeldag van het seizoen 1982/83

In 1982 werd Di Stéfano de nieuwe trainer van zijn oude liefde Real Madrid als opvolger van Vujadin Boškov. Real kende een sterk seizoen waarin het op vijf fronten meestreed om de prijzen. De club bereikte in iedere competitie de eindfase, maar won geen enkele beker. De Copa del Rey en Copa de la Liga gingen naar FC Barcelona, Real Sociedad legde beslag op de Supercopa en in de Europacup II-finale bleek het Aberdeen van trainer Alex Ferguson te sterk. Ook het landskampioenschap werd op de allerlaatste speeldag met één punt verschil verloren van Athletic Bilbao. Hoewel Di Stéfano met Real Madrid geen enkele prijs pakte, besloot het clubbestuur zijn eenjarige contract toch met een seizoen te verlengen. Di Stéfano was zo opgelucht dat hij geen eisen stelde aan zijn nieuwe honorarium en meteen het salaris accepteerde dat hem geboden werd.
Al vroeg in het daaropvolgende seizoen kwam Real in een sportieve crisis terecht. Een 6-2 afstraffing in eigen huis tegen Málaga en de vroege uitschakeling in de UEFA Cup door Sparta Praag dat bijna een hele wedstrijd met tien man speelde, brachten Di Stéfano's positie aan het wankelen. Het clubbestuur sprak in oktober 1983 echter het vertrouwen uit in de oefenmeester. Di Stéfano besloot jonge talenten de kans te geven en liet jeugdspelers als Butragueño, Sanchís, Martín Vázquez en Pardeza debuteren. Samen met Míchel, die een jaar later debuteerde, zou deze generatie de bijnaam La Quinta del Buitre (de Bende van de Gier) krijgen. Zij vormden de kern van het Real Madrid dat in de tweede helft van de jaren 1980 het Spaanse voetbal zou domineren met vijf opeenvolgende landstitels (1986-1990).
Ondanks de slechte start leidde Di Stéfano zijn team in 1984 toch naar een gedeeltelijke eerste plaats. Real Madrid eindigde in punten gelijk met Athletic Bilbao, maar omdat de Basken een beter doelsaldo hadden, greep Di Stéfano met zijn club naast de landstitel. De Spaanse pers was echter zo kritisch op de Madrilenen dat de positie van Di Stéfano onhoudbaar werd en de club overging tot ontslag.

### Boca Juniors (1985)
In januari 1985 stelde Boca Juniors opnieuw Di Stéfano als trainer aan. De Argentijnse topclub bevond zich destijds in een sportieve en economische crisis. Boca Juniors had het seizoen als zestiende afgesloten en stond op de rand van een faillissement. Door hoge schulden zag de club zich direct na de aanstelling van Di Stéfano genoodzaakt om Ruggeri en Gareca aan River Plate te verkopen. Dit zorgde voor grote onrust bij de fans. Uit woede over zijn transfer naar de eeuwige aartsrivaal besloot de harde kern het huis van Ruggeri in brand te steken, terwijl zijn ouders zich er nog in bevonden. De rust keerde pas terug toen River Plate twee van haar eigen spelers, Olarticoechea en Tapia, afstond aan Boca Juniors. De rest van de Argentijnse ploeg zou dat jaar voornamelijk uit zelf opgeleide spelers bestaan.
Mede door de tegenvallende sportieve resultaten bouwde Di Stéfano een moeizame relatie op met de clubleiding van Boca Juniors. Nadat hij in conflict kwam met zijn assistent-trainer, die terugkeerde naar Spanje, verweet de club hem een gebrek aan communicatie over de kwestie. Na een reeks nederlagen in november 1985 greep men de gelegenheid aan om Di Stéfano te kunnen ontslaan.

### Valencia (1986–1988)

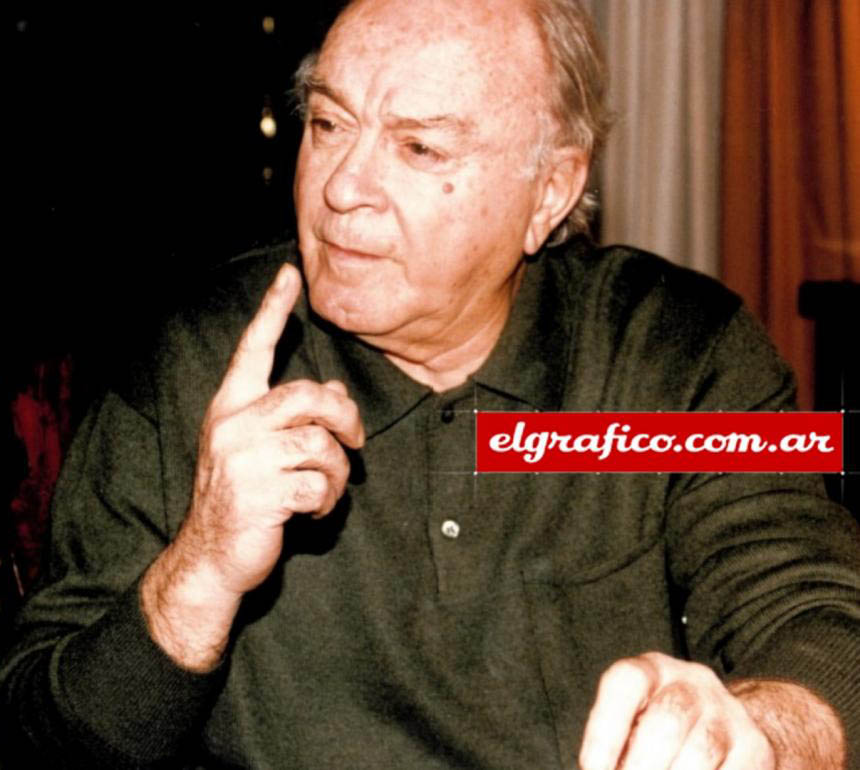
Di Stéfano tijdens een interview met El Gráfico

Eind januari 1986 begon Di Stéfano aan zijn derde termijn bij Valencia. De club was toen al hard op weg om naar de Segunda División te degraderen. In april 1986 voltrok FC Barcelona het vonnis door Valencia een 0-3 nederlaag te bezorgen. Het daaropvolgende jaar wist Di Stéfano echter met spelers als Quique, Arias en Subirats meteen promotie af te dwingen door kampioen te worden van de Segunda División. Terug in de Primera División kende Valencia weinig succes. Ondanks het tussentijdse aantrekken van Europacup I-winnaar Rabah Madjer bleef de club in degradatienood verkeren. Na een reeks tegenvallende prestaties besloot de clubleiding Di Stéfano in maart 1988 op straat te zetten. Tijdens de drie termijnen waarin Di Stéfano leiding gaf aan Valencia groeide hij uit tot de trainer met de meeste wedstrijden op zijn naam (365 duels) voor de club.

### Real Madrid (1990–1991)
In november 1990 volgde Di Stéfano de ontslagen John Toshack op als trainer van Real Madrid. De oud-speler, die al sinds januari 1990 in dienst was als technisch adviseur, nam zijn baan tijdelijk over zodat het bestuur op zoek kon naar een nieuwe trainer. Di Stéfano ging vooruitstrevend van start. Hij won met Real eind 1990 de Supercopa door het FC Barcelona van trainer Johan Cruijff met 1-0 en 4-1 te verslaan. In 1991 ging het echter mis. Stadsgenoot Atlético schakelde Real uit in de Copa del Rey en in de competitie liep het verschil met koploper FC Barcelona op tot vijftien punten. Het dieptepunt volgde in maart 1991 toen Spartak Moskou, na een 0-0 gelijkspel, de Madrilenen een 1-3 thuisnederlaag bezorgde in de kwartfinale van de Europacup I. Voor het eerst in 36 jaar Europees voetbal moest Real Madrid in eigen stadion drie tegendoelpunten incasseren. Na de Europese uitschakeling diende Di Stéfano zijn ontslag in en keerde hij terug in zijn eerdere functie van technisch adviseur.

## Erevoorzitter Real Madrid
Op voorspraak van president Florentino Pérez benoemde de ledenvergadering van Real Madrid Di Stéfano op 5 november 2000 tot erevoorzitter van de club. Daarmee werd hij wereldwijd de belangrijkste ambassadeur van Real Madrid. Al een maand na zijn aanstelling mocht Di Stéfano als erevoorzitter de FIFA Club of the Century award in ontvangst nemen. De FIFA had Real Madrid uitgeroepen tot de beste club van de 20e eeuw als erkenning voor hun glorieuze historie en hun bijdrage aan de wereldwijde ontwikkeling van de sport.
In 2006 eerde de club Di Stéfano nogmaals door het nieuwe voetbalstadion van Real Madrid Castilla naar hem te vernoemen. De openingswedstrijd in het Estadio Alfredo Di Stéfano werd gespeeld tussen Real Madrid en Stade de Reims en was een herhaling van de Europacup I-finale uit 1956. In 2008 plaatste Real Madrid bij de ingang van sportpark Valdebebas een standbeeld van Di Stéfano met als beeltenis de historische wijze waarop hij in 1958 zijn doelpunt vierde tegen Vasas in de halve finale van de Europacup I. De onthulling van het standbeeld vond plaats in het bijzijn van UEFA-voorzitter Michel Platini, FIFA-voorzitter Sepp Blatter en oud-voetballers Eusébio, Just Fontaine en Raymond Kopa.
Als clubicoon was Di Stéfano altijd aanwezig bij de presentatie van nieuwe spelers, waaronder Galácticos als Figo (2000), Zidane (2001), Ronaldo (2002) en Beckham (2003). Ook bij de presentatie van Cristiano Ronaldo (2009) en Gareth Bale (2013), die voor recordbedragen werden gecontracteerd, gaf Di Stéfano acte de présence.
Di Stéfano was van 1992 tot aan zijn overlijden in 2014 ook voorzitter van de vereniging van oud-spelers van Real Madrid.

## Erelijst

### Als speler
River Plate
- Primera División (2): 1945, 1947
- Copa Aldao (2): 1945, 1947

 Millionarios

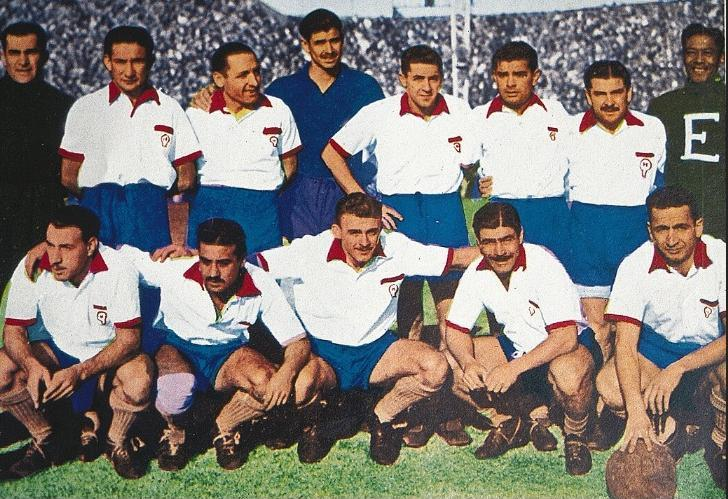
Het elftal van Huracán uit 1946 met Di Stéfano op de voorgrond in het midden

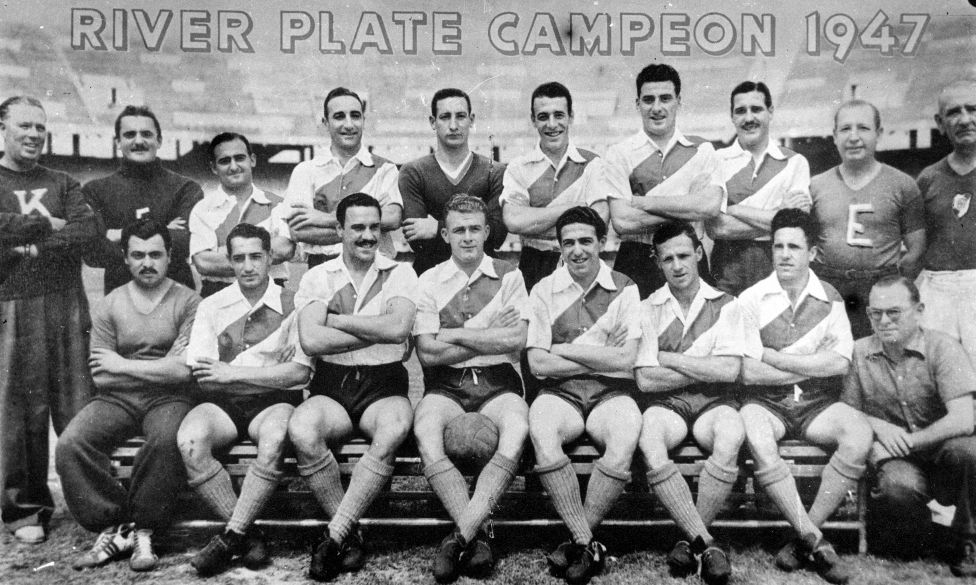
Het kampioenselftal van River Plate uit 1947 met Di Stéfano onderaan in het midden

- Campeonato Profesional (3): 1949, 1951, 1952
- Copa Colombia (1): 1953
- Pequeña Copa del Mundo (1): 1953

 Real Madrid
- Primera División (8): 1953/54, 1954/55, 1956/57, 1957/58, 1960/61, 1961/62, 1962/63, 1963/64
- Copa Generalísimo (1): 1961/62
- Copa Latina (2): 1955, 1957
- Pequeña Copa del Mundo (1): 1956
- Europacup I (5): 1955/56, 1956/57, 1957/58, 1958/59, 1959/60
- Wereldbeker voor clubteams (1): 1960

 Argentinië
- Copa América (1): 1947

Individueel:
- Topscorer Argentijnse Primera División (1): 1947 (27 doelpunten)
- Topscorer Colombiaanse Campeonato Profesional (2): 1951 (31 doelpunten), 1952 (19 doelpunten)
- Topscorer Spaanse Primera División (5): 1953/54 (27 doelpunten), 1955/56 (24 doelpunten), 1956/57 (31 doelpunten), 1957/58 (19 doelpunten), 1958/59 (23 doelpunten)
- Topscorer Europacup I (2): 1957/58 (10 doelpunten), 1961/62 (7 doelpunten)
- Ballon d'Or (2): 1957, 1959
- Spaans voetballer van het jaar (4): 1957, 1959, 1960, 1964

### Als trainer
Boca Juniors
- Primera División (1): 1969
- Copa Argentina (1): 1969

 Valencia
- Primera División (1): 1970/71
- Europacup II (1): 1979/80
- Segunda División (1): 1986/87

 River Plate
- Primera División (1): 1981

 Real Madrid
- Supercopa de España (1): 1990

### Onderscheidingen
- Orde van Isabella de Katholieke: 1960
- Super Ballon d'Or: 1989
- FIFA Order of Merit: 1994
- Erevoorzitter Real Madrid: 2000
- UEFA Jubilee Award: 2003
- Golden Foot Award: 2004
- FIFA 100: 2004
- UEFA President's Award: 2007

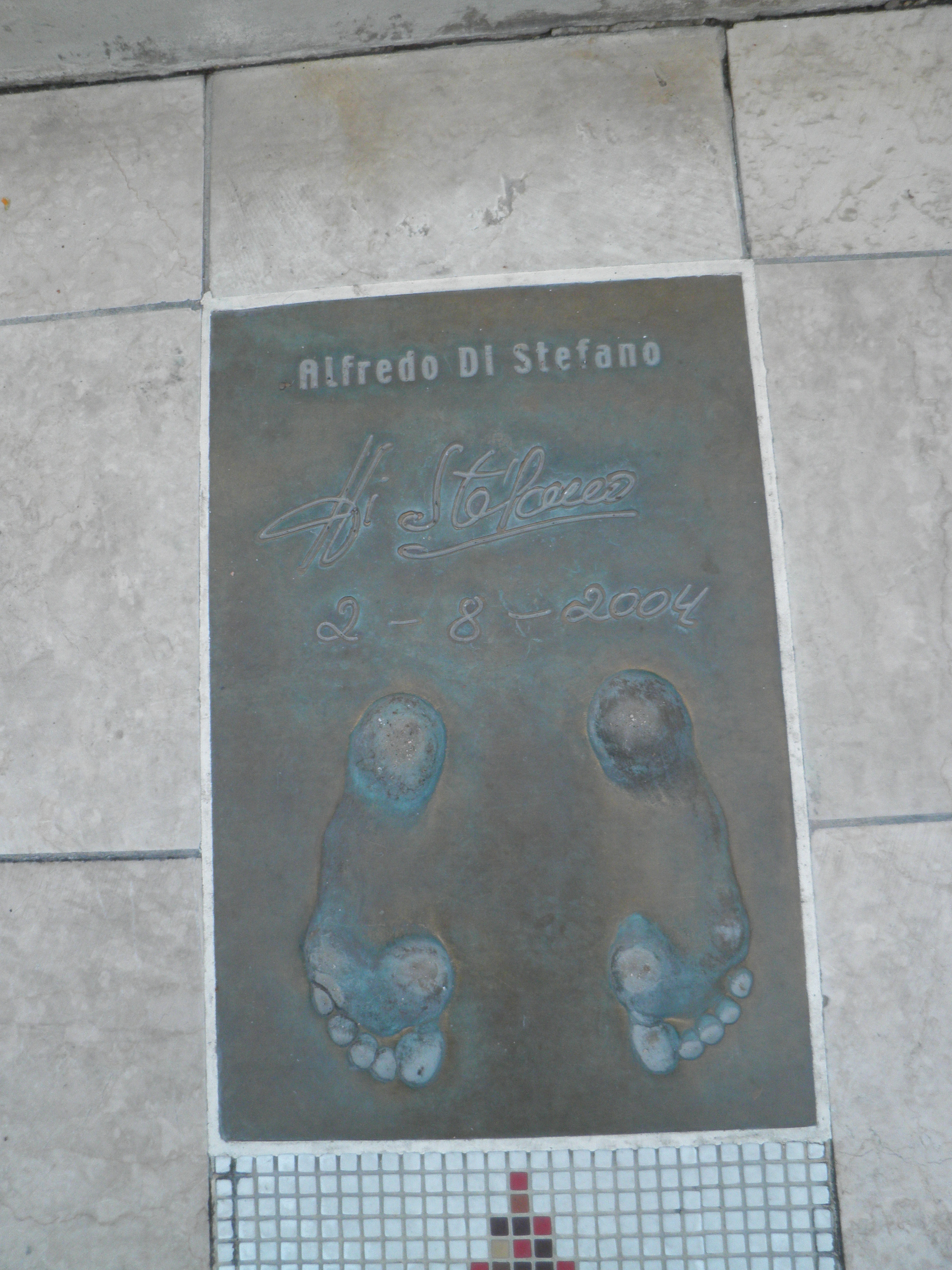
De voetafdrukken van Di Stéfano vereeuwigd in de Champions Promenade in Monaco
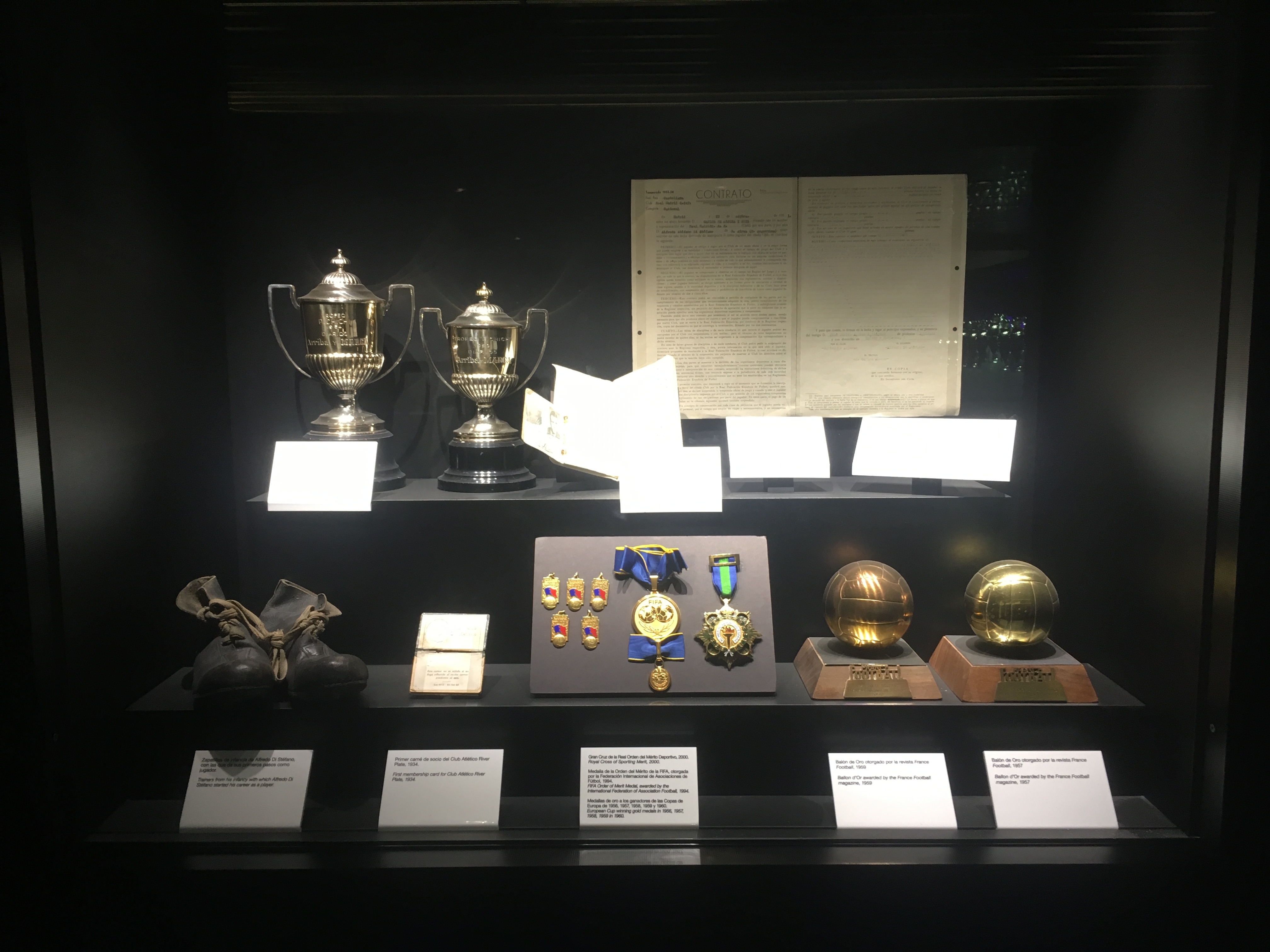
Een speciale vitrine in het Real Madrid-museum gewijd aan Di Stéfano met onder meer twee van zijn Pichichi-trofeeën, de FIFA Order of Merit-medaille en zijn vijf Europacup I-medailles
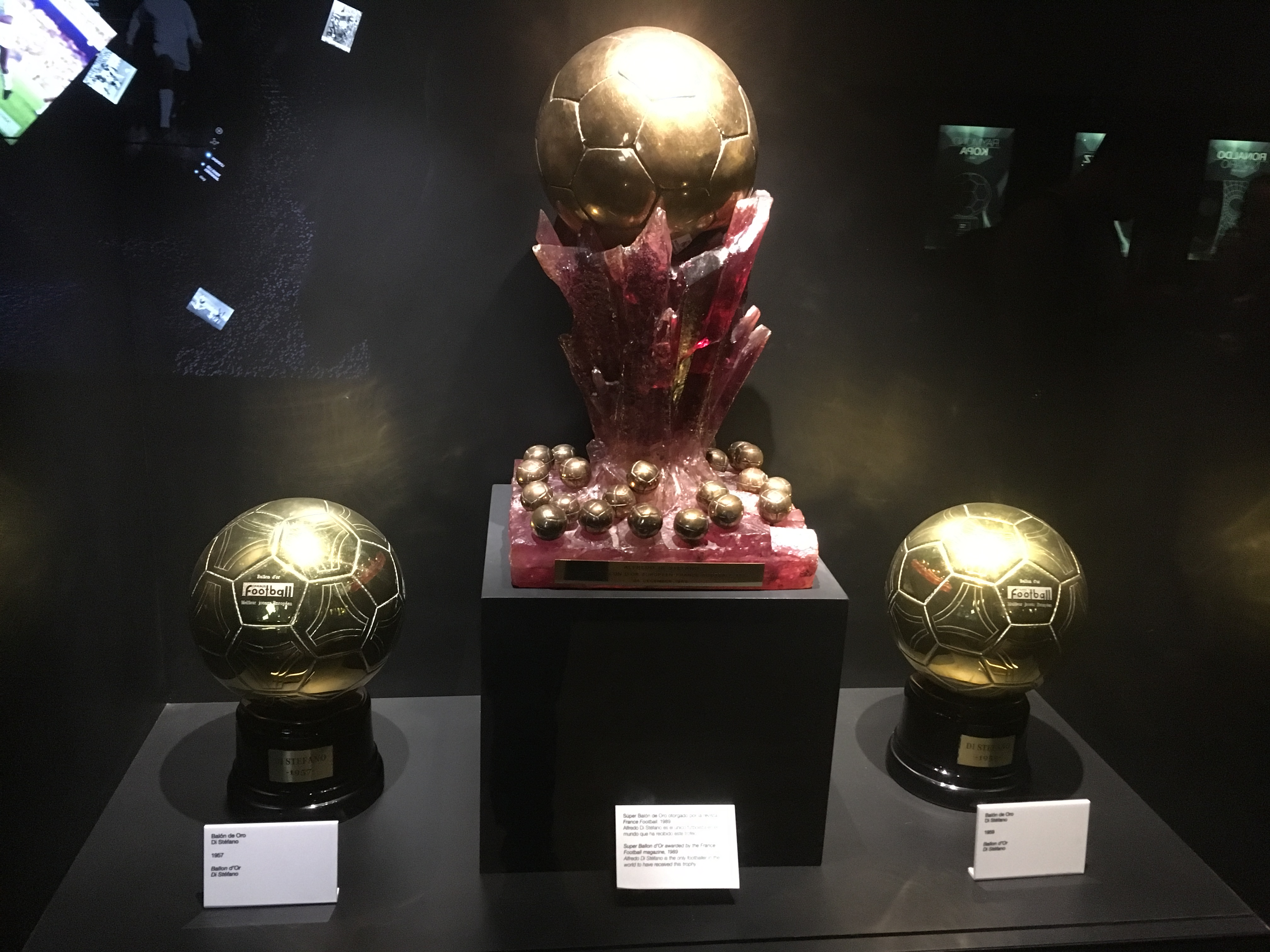
De twee Ballon d'Ors (1957 en 1959) en Super Ballon d'Or (1989) gewonnen door Di Stéfano
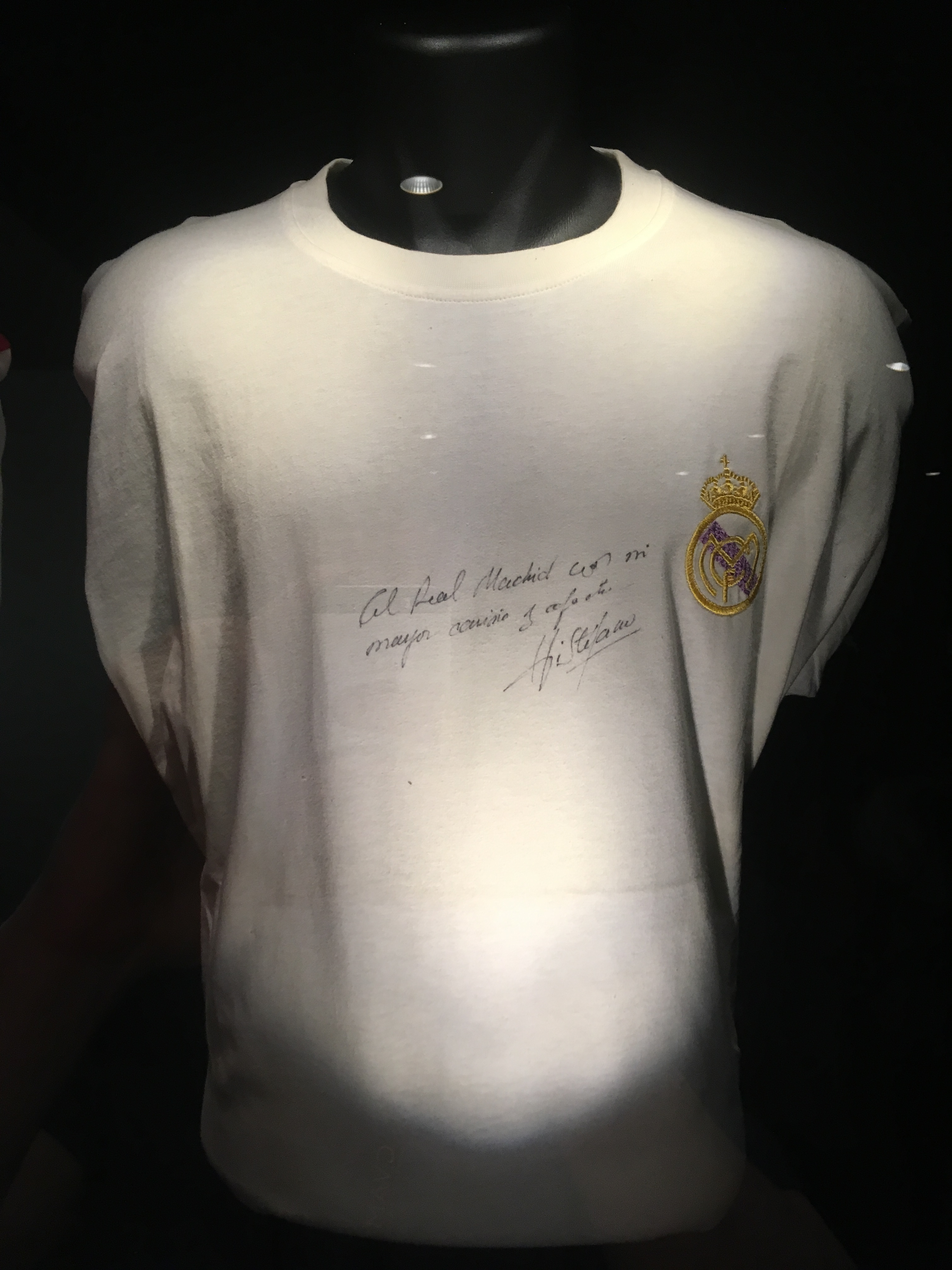
Het wedstrijdshirt gedragen door Di Stéfano tijdens de Europacup I-finale tegen Stade de Reims in 1956

## Filmografie
Di Stéfano speelde in meerdere films. Meestal nam hij daarin de rol van zichzelf aan, onder meer vanwege zijn almaar toenemende populariteit.
- Con los mismos colores (1949)
- Once pares de botas (1954)
- La saeta rubia (1956)
- La batalla del domingo (1963)
- Sinfonia espanola (1964)
- La tecnica del futbol (1970)
- Real, The Movie (2005)

Tijdens een interview in 2009 verklaarde Di Stéfano dat de filmindustrie niet voor hem was weggelegd:

Het was niet mijn wereld. In de filmindustrie leven mensen 's nachts en slapen ze overdag. Ik heb altijd genoten van mijn routine. Ik dronk geen alcohol en ging nooit laat naar bed. Ik vond het prettig om vaste tijden te hebben. In de filmwereld was dat onmogelijk. Soms lunchten we pas om 16.00 uur. Tijdens de opnames waren er ook momenten waarop ik mijn dagen in een stoel doorbracht omdat er een wolk verscheen die het filmen verstoorde. Acteren is een beroep waar je veel geduld voor moet hebben. Het is echt saai.